# Liga Nacional de Básquet 2014-15
La temporada 2014-15 de la Liga Nacional de Básquet de la Argentina, por motivos de patrocinio Liga Nacional de Básquetbol Banco Nación, fue la trigésima primera edición de la máxima competencia argentina en dicho deporte. Se inició el 29 de septiembre de 2014 con el partido inaugural y clásico entre Peñarol, el último campeón, y Quilmes, y es la primera en la historia con dieciocho equipos participantes.
Esta temporada fue la segunda y última sin descensos al Torneo Nacional de Ascenso.
Esta fue la primera edición en disputarse bajo un nuevo formato de calendario, donde los partidos ya no se disputan por fecha, sino que los equipos realizan distintas giras visitando a sus rivales. Este formato se buscó para ayudar económicamente a los equipos en los viajes y estadías. El estudio del mismo estuvo a cargo de la Universidad de Buenos Aires. Además del cambio de formato de disputa, cambió la manera de puntuar a los equipos, dejando de lado el sistema de puntos por resultado pasando al porcentaje de victoria sobre partidos jugados.
Tras 69 partidos, Quimsa se consagró campeón por primera vez en su historia en la Liga al vencer en el sexto partido de la final a Gimnasia Indalo en Comodoro Rivadavia.

## Equipos participantes
Esta edición de la Liga Nacional contó con el ingreso a la máxima categoría del Club Ciclista Juninense y también del Club San Martín de Corrientes.
| Pos. | Ascendidos del TNA 2013-14 |
| ---- | -------------------------- |
| 1.º  | Ciclista Juninense         |
| 2.º  | San Martín (Corrientes)    |

| Región                    | Cantidad |
| ------------------------- | -------- |
| Provincia de Buenos Aires | 6        |
| Capital Federal           | 2        |
| Entre Ríos                | 2        |
| Santiago del Estero       | 2        |
| Corrientes                | 2        |
| Córdoba                   | 1        |
| Chubut                    | 1        |
| Santa Fe                  | 1        |
| Formosa                   | 1        |

| Club                  | Ciudad              | Entrenador           | Estadio                             | Capacidad |
| --------------------- | ------------------- | -------------------- | ----------------------------------- | --------- |
| Argentino             | Junín               | Ariel Rearte         | El Fortín de las Morochas           | 1500      |
| Atenas                | Córdoba             | Gustavo Miravet      | Polideportivo Carlos Cerutti        | 3424      |
| Boca Juniors          | Buenos Aires        | Ronaldo Córdoba      | Microestadio Luis Conde             | 2000      |
| Ciclista Juninense    | Junín               | Julián Pagura        | Estadio Raúl "Chuni" Merlo          | 2100      |
| Ciclista Olímpico     | La Banda            | Facundo Müller       | Vicente Rosales                     | 3964      |
| Estudiantes Concordia | Concordia           | Hernán Laginestra    | El Gigante Verde                    | 1610      |
| Gimnasia Indalo       | Comodoro Rivadavia  | Gonzalo García       | Estadio Socios Fundadores           | 2276      |
| La Unión de Formosa   | Formosa             | Fabio Demti          | Estadio Cincuentenario              | 4500      |
| Lanús                 | Lanús               | Guillermo Vecchio    | Microestadio Antonio Rotili         | 3000      |
| Libertad              | Sunchales           | Gabriel Picatto      | El Hogar de los Tigres              | 4000      |
| Obras Sanitarias      | Buenos Aires        | Julio Lamas          | Estadio Obras Sanitarias            | 3000      |
| Peñarol               | Mar del Plata       | Fernando Rivero      | Polideportivo Islas Malvinas Otros. | 8000 -    |
| Quilmes               | Mar del Plata       | Leandro Ramella      | Estadio Once Unidos                 | 3000      |
| Quimsa                | Santiago del Estero | Silvio Santander     | Ciudad de Santiago del Estero       | 5200      |
| Regatas Corrientes    | Corrientes          | Nicolás Casalánguida | José Jorge Contte                   | 4000      |
| San Martín            | Corrientes          | Sebastián González   | El Fortín Rojinegro                 | 3000      |
| Sionista              | Paraná              | Sebastián Svetliza   | Estadio Moisés Flesler              | 2100      |
| Weber Bahía           | Bahía Blanca        | Sebastián Ginóbili   | Osvaldo Casanova                    | 3950      |

Capacidad de los estadios según la web oficial.
| Cambio de entrenadores | Cambio de entrenadores | Cambio de entrenadores | Cambio de entrenadores | Cambio de entrenadores |
| Club                   | Entrenador             | Entrenador             | Fecha                  | Fecha                  |
| Club                   | saliente               | entrante               | salida                 | entrada                |
| ---------------------- | ---------------------- | ---------------------- | ---------------------- | ---------------------- |
| Atenas                 | Marcelo Arrigoni       | Pablo D’Angelo         | 14 de octubre          | 15 de octubre          |
| Atenas                 | Pablo D’Angelo         | Gustavo Miravet        | 27 de noviembre        | 28 de noviembre        |

## Formato de competencia
El principal cambio del formato de disputa es el hecho de haber un equipo más por zona, pasando de los ocho de la temporada anterior a nueve. El cambio de formato estuvo a cargo de la Universidad de Buenos Aires, que mediante un acuerdo con la Asociación de Clubes, desarrollaron un sistema matemático para la confección del calendario. Esta técnica también se emplea en otros deportes profesionales.
La temporada sigue dividida en dos grandes instancias, la serie regular y los play offs. A su vez, está dividida en cuatro instancias, la primera fase, que es regional o de conferencia, la segunda fase, nacional, la tercera fase, de play-offs zonales o de conferencia y la final nacional.
Serie regular
La primera fase tiene a los dieciocho equipos divididos en dos zonas de nueve cada una. Cada equipo disputará 18 partidos en la primera fase, todos contra todos a ida y vuelta que suman dieciséis y dos extras contra el clásico rival.
| Zona norte                       | Zona sur                               |
| -------------------------------- | -------------------------------------- |
| Regatas Corrientes - San Martín  | Peñarol - Quilmes                      |
| Ciclista Olímpico - Quimsa       | Gimnasia Indalo - Bahía Basket         |
| Estudiantes Concordia - Sionista | Argentino (Junín) - Ciclista Juninense |
| Libertad (S) - La Unión          | Lanús - Obras Sanitarias               |

Los únicos dos rivales sin clásico, Boca Juniors y Atenas disputan dos clásicos interzonales, a ida y vuelta.

La división de las dos fases, es para obtener los clasificados al súper 8 y para mantener la tabla de posiciones de la conferencia, porque eso se mantiene más allá que se juegue todos contra todos, igual que en la NBA
Sergio Guerrero, directivo de Quilmes.

Finalizada esta etapa, se ordena a los equipos en dos tablas de posiciones, una por cada conferencia sobre la base de sus resultados. La puntuación también cambia, dejando de lado la anterior de 2 puntos por partido ganado y 1 punto por partido perdido para ahora utilizar un porcentaje de victorias sobre partidos jugados. Luego, los cuatro mejores de cada conferencia avanzarán al Torneo Súper 8.
Después de disputado el Súper 8 comienza la segunda fase, fase nacional, donde los equipos enfrentan a todos los demás participantes dos veces, una como local y una como visitante. Cada equipo sigue sumando puntos en su misma conferencia, indistintamente de la otra y la puntuación continúa a partir de la obtenida en la primera etapa. Deja de existir el arrastre de la mitad de los puntos.
Desempates.
Ante cada empate que pudiera darse entre equipos, se utilizará la "definición olímpica", que consiste en tener en cuenta los resultados entre ambos equipos en la fase en la cual empataron, y ante igualdad en partidos ganados y perdidos, la sumatoria de puntos de cada partido.
Play Offs
Los dieciocho participantes disputar los play-offs dentro de sus correspondientes conferencias. Los dos últimos de conferencia disputan entre ellos una serie para saber cual sigue en competencia y cual es el primer equipo eliminado. El ganador se suma a los restantes siete equipos participantes, los cuales se ordenan en un cuadro eliminatorio hasta definir al ganador de cada conferencia.
Los dos ganadores de cada conferencia disputan la final por el campeonato. El ganador de esta final es proclamado campeón.
Clasificación a competencias internacionales
La Liga Nacional de Básquet tiene cinco cupos internacionales, dos para la Liga de las Américas y tres para la Liga Sudamericana de Clubes, los cuales se reparten de la siguiente manera:
- Liga de las Américas 2016: campeón nacional y subcampeón nacional.
- Liga Sudamericana de Clubes 2015: subcampeón conferencia norte y subcampeón conferencia sur, además del ganador del Torneo Súper 8 2014.[n 2]

## Primera fase

### Conferencia norte
| Equipo                  | PJ | PG | PP | %V   |
| ----------------------- | -- | -- | -- | ---- |
| Quimsa                  | 18 | 16 | 2  | 88.8 |
| Regatas Corrientes      | 18 | 14 | 4  | 77.7 |
| San Martín (Corrientes) | 18 | 9  | 9  | 50.0 |
| Estudiantes Concordia 1 | 18 | 8  | 10 | 44.4 |
| Ciclista Olímpico 1     | 18 | 8  | 10 | 44.4 |
| Sionista                | 18 | 7  | 11 | 38.8 |
| Atenas                  | 18 | 7  | 11 | 38.8 |
| La Unión de Formosa     | 18 | 7  | 11 | 38.8 |
| Libertad (Sunchales)    | 18 | 6  | 12 | 33.3 |

|  |                                                 |
|  | Clasificados al Súper 8 por tener mejor récord. |

1: Estudiantes Concordia superó a Ciclista Olímpico en la tabla al ganar la serie entre ambos 158 - 150. Los encuentros fueron 83 - 72 en Concordia para el local, y 78 - 75 en La Banda, también ganado por el local.
| San Martín (C)    | 81 - 99 | Regatas (C)       | El Gigante Rojinegro | 30 de septiembre | 21:30 |
| Sionista          | 62 - 71 | Estudiantes (C)   | Moisés Flesler       | 1 de octubre     | 21:00 |
| Ciclista Olímpico | 78 - 75 | Quimsa            | Vicente Rosales      | 1 de octubre     | 22:00 |
| Boca Juniors      | 66 - 76 | Atenas            | Luis Conde           | 2 de octubre     | 20:00 |
| Regatas (C)       | 91 - 86 | San Martín (C)    | José Jorge Contte    | 2 de octubre     | 22:00 |
| Quimsa            | 90 - 80 | Ciclista Olímpico | Estadio Ciudad       | 3 de octubre     | 22:00 |
| Estudiantes (C)   | 94 - 86 | Sionista          | El Gigante Verde     | 4 de octubre     | 21:30 |

| Sionista            | 91 - 85 | Atenas              | Moisés Flesler               | 6 de octubre  | 21:00 |
| Regatas (C)         | 82 - 77 | Quimsa              | José Jorge Contte            | 6 de octubre  | 21:00 |
| Libertad            | 72 - 71 | La Unión de Formosa | El Hogar de los Tigres       | 6 de octubre  | 21:30 |
| Libertad            | 92 - 74 | La Unión de Formosa | El Hogar de los Tigres       | 7 de octubre  | 21:30 |
| Estudiantes (C)     | 80 - 54 | Atenas              | El Gigante Verde             | 8 de octubre  | 21:30 |
| San Martín (C)      | 63 - 69 | Quimsa              | El Gigante Rojinegro         | 8 de octubre  | 21:30 |
| La Unión de Formosa | 74 - 83 | Quimsa              | Polideportivo Cincuentenario | 10 de octubre | 22:00 |
| Sionista            | 63 - 72 | Regatas (C)         | Moisés Flesler               | 12 de octubre | 21:00 |
| La Unión de Formosa | 66 - 53 | San Martín (C)      | Polideportivo Cincuentenario | 12 de octubre | 21:30 |

| Atenas            | 81 - 96 | Ciclista Olímpico   | Carlos Cerutti         | 13 de octubre | 21:30 |
| Estudiantes (C)   | 71 - 77 | Regatas (C)         | El Gigante Verde       | 14 de octubre | 21:30 |
| San Martín (C)    | 71 - 68 | Libertad            | El Gigante Rojinegro   | 15 de octubre | 21:30 |
| Quimsa            | 90 - 65 | La Unión de Formosa | Estadio Ciudad         | 15 de octubre | 22:00 |
| Ciclista Olímpico | 82 - 91 | La Unión de Formosa | Vicente Rosales        | 17 de octubre | 21:00 |
| Regatas (C)       | 83 - 85 | Libertad            | José Jorge Contte      | 17 de octubre | 21:30 |
| Atenas            | 57 - 52 | Estudiantes (C)     | Carlos Cerutti         | 17 de octubre | 21:30 |
| San Martín (C)    | 79 - 58 | Sionista            | El Gigante Rojinegro   | 18 de octubre | 21:30 |
| Atenas            | 87 - 90 | La Unión de Formosa | Carlos Cerutti         | 19 de octubre | 21:30 |
| Libertad          | 80 - 72 | Estudiantes (C)     | El Hogar de los Tigres | 19 de octubre | 21:45 |

| Regatas (C)         | 81 - 72 | Sionista       | José Jorge Contte            | 20 de octubre | 21:00 |
| Libertad            | 59 - 67 | San Martín (C) | El Hogar de los Tigres       | 22 de octubre | 21:30 |
| La Unión de Formosa | 69 - 71 | Sionista       | Polideportivo Cincuentenario | 22 de octubre | 22:00 |
| Quimsa              | 90 - 66 | Atenas         | Estadio Ciudad               | 22 de octubre | 22:00 |
| Ciclista Olímpico   | 68 - 71 | Atenas         | Vicente Rosales              | 24 de octubre | 22:00 |
| Sionista            | 73 - 63 | San Martín (C) | Moisés Flesler               | 24 de octubre | 22:00 |
| Libertad            | 76 - 99 | Quimsa         | El Hogar de los Tigres       | 25 de octubre | 21:30 |
| Estudiantes (C)     | 64 - 71 | San Martín (C) | El Gigante Verde             | 26 de octubre | 20:00 |

| Sionista            | 67 - 83  | Quimsa              | Moisés Flesler               | 27 de octubre  | 21:00 |
| Atenas              | 79 - 83  | Regatas (C)         | Carlos Cerutti               | 27 de octubre  | 21:30 |
| La Unión de Formosa | 71 - 69  | Ciclista Olímpico   | Polideportivo Cincuentenario | 28 de octubre  | 22:00 |
| Libertad            | 82 - 85  | Regatas (C)         | El Hogar de los Tigres       | 29 de octubre  | 21:00 |
| Estudiantes (C)     | 64 - 75  | Quimsa              | El Gigante Verde             | 29 de octubre  | 21:30 |
| San Martín (C)      | 78 - 76  | Ciclista Olímpico   | El Gigante Rojinegro         | 30 de octubre  | 21:30 |
| Sionista            | 93 - 71  | La Unión de Formosa | Moisés Flesler               | 31 de octubre  | 22:00 |
| Regatas (C)         | 114 - 75 | Ciclista Olímpico   | José Jorge Contte            | 1 de noviembre | 21:30 |
| Atenas              | 89 - 72  | Libertad            | Carlos Cerutti               | 1 de noviembre | 21:30 |
| Estudiantes (C)     | 89 - 82  | La Unión de Formosa | El Gigante Verde             | 2 de noviembre | 20:00 |

| Atenas              | 70 - 60  | Sionista        | Carlos Cerutti               | 3 de noviembre | 21:30 |
| Quimsa              | 103 - 73 | Libertad        | Estadio Ciudad               | 3 de noviembre | 22:00 |
| Regatas (C)         | 80 - 69  | Estudiantes (C) | José Jorge Conte             | 5 de noviembre | 21:00 |
| Quimsa              | 94 - 68  | Sionista        | Estadio Ciudad               | 5 de noviembre | 22:00 |
| Ciclista Olímpico   | 71 - 65  | Libertad        | Vicente Rosales              | 5 de noviembre | 22:00 |
| San Martín (C)      | 66 - 62  | Estudiantes (C) | El Gigante Rojinegro         | 7 de noviembre | 22:00 |
| Ciclista Olímpico   | 85 - 66  | Sionista        | Vicente Rosales              | 7 de noviembre | 22:00 |
| Libertad            | 69 - 72  | Sionista        | El Hogar de los Tigres       | 9 de noviembre | 21:00 |
| La Unión de Formosa | 85 - 108 | Estudiantes (C) | Polideportivo Cincuentenario | 9 de noviembre | 21:30 |

| Atenas              | 72 - 74 | Quimsa              | Carlos Cerutti               | 10 de noviembre | 21:30 |
| La Unión de Formosa | 59 - 87 | Regatas (C)         | Polideportivo Cincuentenario | 11 de noviembre | 22:00 |
| Ciclista Olímpico   | 82 - 56 | San Martín (C)      | Vicente Rosales              | 12 de noviembre | 22:00 |
| Libertad            | 87 - 67 | Atenas              | El Hogar de los Tigres       | 13 de noviembre | 21:00 |
| Quimsa              | 92 - 55 | San Martín (C)      | Estadio Ciudad               | 14 de noviembre | 22:00 |
| Sionista            | 87 - 64 | Libertad            | Moisés Flesler               | 15 de noviembre | 21:00 |
| Estudiantes (C)     | 83 - 72 | Ciclista Olímpico   | El Gitante Verde             | 15 de noviembre | 21:30 |
| Regatas (C)         | 82 - 62 | La Unión de Formosa | José Jorge Contte            | 16 de noviembre | 21:00 |
| Atenas              | 80 - 68 | San Martín (C)      | Carlos Cerutti               | 16 de noviembre | 21:30 |

| Sionista            | 74 - 77  | Ciclista Olímpico   | Moisés Flesler               | 17 de noviembre | 21:00 |
| Estudiantes (C)     | 72 - 70  | Libertad            | El Gigante Verde             | 17 de noviembre | 21:30 |
| San Martín (C)      | 100 - 92 | La Unión de Formosa | El Gigante Rojinegro         | 18 de noviembre | 21:30 |
| Libertad            | 86 - 79  | Ciclista Olímpico   | El Hogar de los Tigres       | 19 de noviembre | 21:00 |
| Regatas (C)         | 76 - 75  | Atenas              | José Jorge Contte            | 19 de noviembre | 21:00 |
| San Martín (C)      | 88 - 80  | Atenas              | El Fortín Rojinegro          | 21 de noviembre | 21:30 |
| Quimsa              | 88 - 87  | Regatas (C)         | Estadio Ciudad               | 21 de noviembre | 22:00 |
| La Unión de Formosa | 73 - 70  | Atenas              | Polideportivo Cincuentenario | 23 de noviembre | 21:30 |
| Quimsa              | 90 - 72  | Estudiantes (C)     | Estadio Ciudad               | 23 de noviembre | 22:00 |
| Ciclista Olímpico   | 92 - 91  | Regatas (C)         | Vicente Rosales              | 23 de noviembre | 22:00 |

| Ciclista Olímpico | 78 - 75 | Estudiantes (C) | Vicente Rosales | 25 de noviembre | 22:00 |

| Sionista            | 83 - 77 | Estudiantes (C)   | Moisés Flesler               | 3 de diciembre | 21:00 |
| San Martín (C)      | 59 - 85 | Regatas (C)       | El Gigante Rojinegro         | 4 de diciembre | 21:00 |
| Ciclista Olímpico   | 71 - 83 | Quimsa            | Vicente Rosales              | 4 de diciembre | 22:00 |
| La Unión de Formosa | 89 - 72 | Libertad          | Polideportivo Cincuentenario | 7 de diciembre | 22:00 |
| Atenas              | 79 - 76 | Boca Juniors      | Carlos Cerutti               | 8 de diciembre | 21:30 |
| Regatas (C)         | 69 - 82 | San Martín (C)    | José Jorge Contte            | 8 de diciembre | 21:30 |
| Estudiantes (C)     | 65 - 50 | Sionista          | El Gigante Verde             | 8 de diciembre | 21:30 |
| La Unión de Formosa | 90 - 88 | Libertad          | Polideportivo Cincuentenario | 8 de diciembre | 21:30 |
| Quimsa              | 74 - 68 | Ciclista Olímpico | Estadio Ciudad               | 8 de diciembre | 21:30 |

### Conferencia sur
| Equipo             | PJ | PG | PP | %V   |
| ------------------ | -- | -- | -- | ---- |
| Obras Sanitarias   | 18 | 12 | 6  | 66.6 |
| Peñarol            | 18 | 11 | 7  | 61.1 |
| Argentino (Junín)  | 18 | 11 | 7  | 61.1 |
| Gimnasia Indalo 1  | 18 | 10 | 8  | 55.5 |
| Quilmes 1          | 18 | 10 | 8  | 55.5 |
| Boca Juniors       | 18 | 8  | 10 | 44.4 |
| Lanús              | 18 | 7  | 11 | 38.8 |
| Weber Bahía        | 18 | 6  | 12 | 33.3 |
| Ciclista Juninense | 18 | 5  | 13 | 27.7 |

|  |                                                 |
|  | Clasificados al Súper 8 por tener mejor récord. |

1: Gimnasia Indalo superó a Quilmes en la tabla al ganar la serie entre ambos 161 - 145. Los encuentros fueron 79 - 77 en Mar del Plata para el local, y 84 - 66 en Comodoro Rivadavia, también ganado por el local.
| Peñarol            | 64 - 68 | Quilmes            | Islas Malvinas            | 29 de septiembre | 22:00 |
| Weber Bahía        | 85 - 77 | Gimnasia Indalo    | Osvaldo Casanova          | 30 de septiembre | 21:00 |
| Argentino (J)      | 90 - 73 | Ciclista Juninense | El Fortín de las Morochas | 30 de septiembre | 21:30 |
| Obras Sanitarias   | 93 - 56 | Lanús              | Obras Sanitarias          | 1 de octubre     | 20:00 |
| Quilmes            | 72 - 74 | Peñarol            | Islas Malvinas            | 1 de octubre     | 21:00 |
| Boca Juniors       | 66 - 76 | Atenas             | Luis Conde                | 2 de octubre     | 20:00 |
| Weber Bahía        | 86 - 85 | Gimnasia Indalo    | Osvaldo Casanova          | 2 de octubre     | 21:00 |
| Ciclista Juninense | 71 - 79 | Argentino (J)      | Raúl "Chuni" Merlo        | 2 de octubre     | 21:30 |
| Lanús              | 76 - 92 | Obras Sanitarias   | Antonio Rotili            | 3 de octubre     | 21:00 |
| Quilmes            | 83 - 78 | Weber Bahía        | Once Unidos               | 5 de octubre     | 20:30 |

| Ciclista Juninense | 43 - 61 | Obras Sanitarias   | Raúl "Chuni" Merlo        | 6 de octubre  | 21:30 |
| Peñarol            | 96 - 83 | Weber Bahía        | Islas Malvinas            | 7 de octubre  | 21:00 |
| Gimnasia Indalo    | 76 - 60 | Ciclista Juninense | Socios Fundadores         | 8 de octubre  | 21:30 |
| Argentino (J)      | 64 - 76 | Obras Sanitarias   | El Fortín de las Morochas | 8 de octubre  | 21:30 |
| Peñarol            | 96 - 63 | Lanús              | Islas Malvinas            | 9 de octubre  | 21:00 |
| Weber Bahía        | 73 - 86 | Ciclista Juninense | Osvaldo Casanova          | 10 de octubre | 21:00 |
| Quilmes            | 92 - 76 | Lanús              | Once Unidos               | 11 de octubre | 20:30 |

| Weber Bahía        | 83 - 75 | Lanús              | Osvaldo Casanova   | 13 de octubre | 21:00 |
| Quilmes            | 82 - 81 | Boca Juniors       | Once Unidos        | 14 de octubre | 21:00 |
| Obras Sanitarias   | 83 - 67 | Ciclista Juninense | Obras Sanitarias   | 15 de octubre | 20:00 |
| Gimnasia Indalo    | 77 - 86 | Peñarol            | Socios Fundadores  | 15 de octubre | 21:30 |
| Weber Bahía        | 82 - 75 | Boca Juniors       | Osvaldo Casanova   | 16 de octubre | 21:00 |
| Lanús              | 82 - 69 | Peñarol            | Antonio Rotili     | 17 de octubre | 21:00 |
| Ciclista Juninense | 71 - 85 | Gimnasia Indalo    | Raúl "Chuni" Merlo | 18 de octubre | 21:30 |
| Boca Juniors       | 81 - 83 | Peñarol            | Luis Conde         | 19 de octubre | 20:00 |
| Weber Bahía        | 83 - 65 | Quilmes            | Osvaldo Casanova   | 19 de octubre | 21:00 |

| Argentino (J)      | 71 - 50 | Gimnasia Indalo    | El Fortín de las Morochas | 20 de octubre | 21:00 |
| Boca Juniors       | 64 - 66 | Lanús              | Luis Conde                | 21 de octubre | 20:00 |
| Obras Sanitarias   | 94 - 85 | Peñarol            | Obras Sanitarias          | 21 de octubre | 21:00 |
| Ciclista Juninense | 70 - 87 | Quilmes            | Raúl "Chuni" Merlo        | 21 de octubre | 21:30 |
| Argentino (J)      | 73 - 50 | Quilmes            | El Fortín de las Morochas | 23 de octubre | 21:00 |
| Boca Juniors       | 80 - 62 | Weber Bahía        | Luis Conde                | 23 de octubre | 22:00 |
| Gimnasia Indalo    | 86 - 73 | Obras Sanitarias   | Socios Fundadores         | 24 de octubre | 21:30 |
| Lanús              | 84 - 93 | Weber Bahía        | Antonio Rotili            | 25 de octubre | 21:00 |
| Quilmes            | 84 - 64 | Ciclista Juninense | Once Unidos               | 26 de octubre | 20:30 |

| Boca Juniors       | 69 - 66 | Argentino (J)      | Luis Conde         | 27 de octubre  | 20:00 |
| Obras Sanitarias   | 77 - 61 | Weber Bahía        | Obras Sanitarias   | 27 de octubre  | 21:30 |
| Peñarol            | 88 - 66 | Ciclista Juninense | Islas Malvinas     | 28 de octubre  | 21:00 |
| Lanús              | 83 - 85 | Argentino (J)      | Antonio Rotili     | 29 de octubre  | 21:00 |
| Obras Sanitarias   | 89 - 97 | Boca Juniors       | Obras Sanitarias   | 30 de octubre  | 22:00 |
| Peñarol            | 68 - 74 | Gimnasia Indalo    | Islas Malvinas     | 31 de octubre  | 21:00 |
| Ciclista Juninense | 87 - 83 | Lanús              | Raúl "Chuni" Merlo | 31 de octubre  | 21:30 |
| Quilmes            | 79 - 77 | Gimnasia Indalo    | Once Unidos        | 2 de noviembre | 20:00 |
| Peñarol            | 86 - 76 | Obras Sanitarias   | Islas Malvinas     | 2 de noviembre | 21:30 |

| Quilmes         | 84 - 72 | Obras Sanitarias   | Once Unidos       | 4 de noviembre | 21:30 |
| Weber Bahía     | 66 - 76 | Obras Sanitarias   | Osvaldo Casanova  | 6 de noviembre | 21:00 |
| Gimnasia Indalo | 84 - 66 | Quilmes            | Socios Fundadores | 8 de noviembre | 20:30 |
| Weber Bahía     | 79 - 84 | Peñarol            | Osvaldo Casanova  | 8 de noviembre | 21:00 |
| Lanús           | 72 - 67 | Ciclista Juninense | Antonio Rotili    | 9 de noviembre | 20:00 |

| Boca Juniors       | 58 - 66 | Quilmes      | Luis Conde                | 10 de noviembre | 20:00 |
| Argentino (J)      | 87 - 81 | Peñarol      | El Fortín de las Morochas | 10 de noviembre | 21:30 |
| Lanús              | 83 - 68 | Quilmes      | Antonio Rotili            | 12 de noviembre | 21:00 |
| Ciclista Juninense | 67 - 64 | Peñarol      | Raúl "Chuni" Merlo        | 12 de noviembre | 21:30 |
| Argentino (J)      | 77 - 78 | Boca Juniors | El Fortín de las Morochas | 13 de noviembre | 21:30 |
| Obras Sanitarias   | 74 - 62 | Quilmes      | Obras Sanitarias          | 14 de noviembre | 20:00 |
| Gimnasia Indalo    | 95 - 71 | Lanús        | Socios Fundadores         | 14 de noviembre | 21:30 |
| Ciclista Juninense | 97 - 89 | Boca Juniors | Raúl "Chuni" Merlo        | 15 de noviembre | 21:30 |
| Argentino (J)      | 75 - 64 | Weber Bahía  | El Fortín de las Morochas | 16 de noviembre | 21:30 |

| Boca Juniors       | 78 - 58 | Gimnasia Indalo  | Luis Conde         | 17 de noviembre | 20:00 |
| Peñarol            | 78 - 65 | Argentino (J)    | Islas Malvinas     | 18 de noviembre | 21:00 |
| Ciclista Juninense | 93 - 66 | Weber Bahía      | Raúl "Chuni" Merlo | 18 de noviembre | 21:30 |
| Lanús              | 69 - 74 | Boca Juniors     | Antonio Rotili     | 19 de noviembre | 21:00 |
| Obras Sanitarias   | 80 - 75 | Gimnasia Indalo  | Obras Sanitarias   | 19 de noviembre | 21:30 |
| Quilmes            | 78 - 61 | Argentino (J)    | Once Unidos        | 20 de noviembre | 21:30 |
| Lanús              | 72 - 60 | Gimnasia Indalo  | Antonio Rotili     | 21 de noviembre | 21:00 |
| Boca Juniors       | 76 - 88 | Obras Sanitarias | Luis Conde         | 22 de noviembre | 20:00 |
| Weber Bahía        | 85 - 90 | Argentino (J)    | Osvaldo Casanova   | 22 de noviembre | 21:00 |

| Obras Sanitarias | 84 - 80 | Argentino (J)      | Obras Sanitarias  | 26 de noviembre | 22:00 |
| Gimnasia Indalo  | 81 - 78 | Argentino (J)      | Socios Fundadores | 28 de noviembre | 21:30 |
| Boca Juniors     | 81 - 74 | Ciclista Juninense | Luis Conde        | 30 de noviembre | 20:00 |

| Peñarol            | 88 - 74  | Quilmes            | Islas Malvinas            | 1 de diciembre | 21:00 |
| Argentino (J)      | 80 - 78  | Lanús              | El Fortín de las Morochas | 1 de diciembre | 21:30 |
| Quilmes            | 60 - 84  | Peñarol            | Once Unidos               | 3 de diciembre | 21:00 |
| Gimnasia Indalo    | 101 - 76 | Boca Juniors       | Socios Fundadores         | 3 de diciembre | 21:30 |
| Ciclista Juninense | 68 - 74  | Argentino (J)      | Raúl "Chuni" Merlo        | 3 de diciembre | 21:30 |
| Lanús              | 88 - 81  | Obras Sanitarias   | Antonio Rotili            | 5 de diciembre | 20:00 |
| Peñarol            | 66 - 86  | Boca Juniors       | Islas Malvinas            | 5 de diciembre | 21:00 |
| Gimnasia Indalo    | 83 - 57  | Weber Bahía        | Socios Fundadores         | 5 de diciembre | 21:30 |
| Argentino (J)      | 79 - 75  | Ciclista Juninense | El Fortín de las Morochas | 5 de diciembre | 21:30 |
| Obras Sanitarias   | 81 - 83  | Lanús              | Obras Sanitarias          | 7 de diciembre | 20:00 |
| Gimnasia Indalo    | 93 - 68  | Weber Bahía        | Socios Fundadores         | 7 de diciembre | 21:30 |
| Atenas             | 79 - 76  | Boca Juniors       | Carlos Cerutti            | 8 de diciembre | 21:30 |

## Torneo Súper 8
El Torneo Súper 8 de esta temporada fue el décimo en disputarse, y por primera vez se jugó bajo un nuevo formato. Accedieron al mismo los mejores cuatro de cada zona y se disputaron los cuartos de final en los estadios de los equipos ubicados en las dos primeras posiciones, para más tarde jugar las semifinales y la final en el Estadio Ciudad de Santiago del Estero. Entre el 10 y el 19 de noviembre se disputó una plaza para la siguiente edición de la Liga Sudamericana de Clubes. Fue Quimsa, el elenco local y mejor ubicado en la conferencia norte, el que se alzó con el título, primero de su historia en esta competencia, al vencer 91 - 80 al mejor de la conferencia sur, Obras Sanitarias.

## Segunda fase
| Conferencia norte | Conferencia norte      | Conferencia norte | Conferencia norte | Conferencia norte | Conferencia norte | Conferencia norte | Conferencia norte |
| Equipo            | Equipo                 | A                 | PJ                | PG                | PP                | %V                |                   |
| ----------------- | ---------------------- | ----------------- | ----------------- | ----------------- | ----------------- | ----------------- | ----------------- |
| 1.º               | Quimsa                 | 16-2              | 34                | 27                | 7                 | 82.7              |                   |
| 2.º               | Regatas Corrientes     | 14-4              | 34                | 23                | 11                | 71.2              |                   |
| 3.º               | San Martín (C) 1       | 9-9               | 34                | 22                | 12                | 59.6              |                   |
| 4.º               | Atenas 1               | 7-11              | 34                | 24                | 10                | 59.6              |                   |
| 5.º               | Estudiantes (C) 2      | 8-10              | 34                | 15                | 19                | 44.2              |                   |
| 6.º               | Ciclista Olímpico 2    | 8-10              | 34                | 15                | 19                | 44.2              |                   |
| 7.º               | La Unión de Formosa    | 7-11              | 34                | 15                | 19                | 42.3              |                   |
| 8.º               | Libertad (Sunchales) 3 | 6-12              | 34                | 13                | 21                | 36.5              |                   |
| 9.º               | Sionista 3             | 7-11              | 34                | 12                | 22                | 36.5              |                   |

| Conferencia sur | Conferencia sur     | Conferencia sur | Conferencia sur | Conferencia sur | Conferencia sur | Conferencia sur | Conferencia sur |
| Equipo          | Equipo              | A               | PJ              | PG              | PP              | %V              |                 |
| --------------- | ------------------- | --------------- | --------------- | --------------- | --------------- | --------------- | --------------- |
| 1.º             | Obras Sanitarias    | 12-6            | 34              | 22              | 12              | 65.4            |                 |
| 2.º             | Gimnasia Indalo     | 10-8            | 34              | 22              | 12              | 61.5            |                 |
| 3.º             | Peñarol             | 11-7            | 34              | 19              | 15              | 57.7            |                 |
| 4.º             | Argentino (Junín) 4 | 11-7            | 34              | 14              | 20              | 48.1            |                 |
| 5.º             | Quilmes 4           | 10-8            | 34              | 15              | 19              | 48.1            |                 |
| 6.º             | Weber Bahía         | 6-12            | 34              | 18              | 16              | 46.2            |                 |
| 7.º             | Boca Juniors        | 8-10            | 34              | 13              | 21              | 40.4            |                 |
| 8.º             | Lanús               | 7-11            | 34              | 10              | 24              | 32.7            |                 |
| 9.º             | Ciclista Juninense  | 5-13            | 34              | 7               | 27              | 23.1            |                 |

|  |                                                 |
|  | Clasificados a octavos de final de conferencia. |
|  | Clasificados a la serie reclasificatoria.       |

Desempates:
1: Entre San Martín de Corrientes y Atenas de Córdoba, el elenco correntino sobrepasó al "griego" al haber ganado los dos encuentros entre ellos en esta segunda fase.
2: Entre Estudiantes Concordia y Ciclista Olímpico, el elenco entrerriano ganó en el resultado sumatoria de ambos partidos jugados entre ellos 172 a 163.
3: Entre Libertad de Sunchales y Sionista, el elenco "tigre" quedó mejor ubicado ya que ganó ambos encuentros.
4: Entre Argentino de Junín y Quilmes de Mar del Plata, el elenco juninense venció al marplatense en sus dos encuentros en la segunda fase del torneo, por ello se ubica mejor.
| Obras Sanitarias    | 65 - 73 | Boca Juniors     | Obras Sanitarias             | 26 de diciembre | 20:00 |
| Quimsa              | 81 - 76 | Atenas           | Estadio Ciudad               | 27 de diciembre | 20:00 |
| Sionista            | 79 - 81 | Libertad         | Moisés Flesler               | 27 de diciembre | 21:00 |
| Peñarol             | 69 - 58 | Weber Bahía      | Once Unidos                  | 27 de diciembre | 21:30 |
| Argentino (J)       | 80 - 74 | Gimnasia Indalo  | El Fortín de las Morochas    | 27 de diciembre | 21:30 |
| La Unión de Formosa | 77 - 74 | San Martín (C)   | Polideportivo Cincuentenario | 28 de diciembre | 21:30 |
| Obras Sanitarias    | 84 - 50 | Lanús            | Obras Sanitarias             | 29 de diciembre | 21:00 |
| Quilmes             | 86 - 69 | Weber Bahía      | Once Unidos                  | 29 de diciembre | 21:00 |
| Estudiantes (C)     | 88 - 89 | Libertad         | El Gigante Verde             | 29 de diciembre | 21:30 |
| Ciclista Juninense  | 73 - 74 | Gimnasia Indalo  | Raúl "Chuni" Merlo           | 29 de diciembre | 21:30 |
| Ciclista Olímpico   | 94 - 82 | Atenas           | Vicente Rosales              | 29 de diciembre | 22:00 |
| La Unión de Formosa | 70 - 68 | Regatas (C)      | Polideportivo Cincuentenario | 30 de diciembre | 22:00 |
| Peñarol             | 85 - 58 | Estudiantes (C)  | Once Unidos                  | 3 de enero      | 21:00 |
| Gimnasia Indalo     | 79 - 66 | Boca Juniors     | Socios Fundadores            | 3 de enero      | 21:30 |
| Argentino (J)       | 83 - 90 | Obras Sanitarias | El Fortín de las Morochas    | 4 de enero      | 21:30 |
| Atenas              | 75 - 72 | Regatas (C)      | Carlos Cerutti               | 4 de enero      | 21:30 |
| Ciclista Olímpico   | 78 - 66 | Sionista         | Vicente Rosales              | 4 de enero      | 22:00 |

| Quilmes             | 86 - 78  | Estudiantes (C)  | Once Unidos                  | 5 de enero  | 21:00 |
| Boca Juniors        | 80 - 69  | Peñarol          | Luis Conde                   | 6 de enero  | 21:00 |
| Libertad            | 82 - 84  | Regatas (C)      | El Hogar de los Tigres       | 6 de enero  | 21:00 |
| Ciclista Juninense  | 51 - 78  | Obras Sanitarias | Raúl "Chuni" Merlo           | 6 de enero  | 21:30 |
| Atenas              | 83 - 91  | San Martín (C)   | Carlos Cerutti               | 6 de enero  | 21:30 |
| Quimsa              | 81 - 73  | Sionsita         | Estadio Ciudad               | 6 de enero  | 22:00 |
| Weber Bahía         | 79 - 70  | Estudiantes (C)  | Osvaldo Casanova             | 7 de enero  | 21:00 |
| Gimnasia Indalo     | 80 - 73  | Peñarol          | Socios Fundadores            | 8 de enero  | 21:00 |
| Atenas              | 80 - 76  | Sionista         | Carlos Cerutti               | 8 de enero  | 21:30 |
| Quimsa              | 73 - 75  | San Martín (C)   | Estadio Ciudad               | 8 de enero  | 22:00 |
| La Unión de Formosa | 93 - 102 | Quilmes          | Polideportivo Cincuentenario | 9 de enero  | 21:00 |
| Ciclista Juninense  | 60 - 74  | Boca Juniors     | Raúl "Chuni" Merlo           | 9 de enero  | 21:30 |
| Obras Sanitarias    | 91 - 77  | Libertad         | Obras Sanitarias             | 10 de enero | 20:00 |
| Lanús               | 77 - 78  | Peñarol          | Antonio Rotili               | 10 de enero | 21:00 |
| Ciclista Olímpico   | 82 - 79  | San Martín (C)   | Vicente Rosales              | 10 de enero | 22:00 |
| Regatas (C)         | 72 - 79  | Quilmes          | José Jorge Contte            | 11 de enero | 21:00 |
| Estudiantes (C)     | 71 - 65  | Sionista         | El Gigante Verde             | 11 de enero | 21:30 |
| Argentino (J)       | 76 - 69  | Boca Juniors     | El Fortín de las Morochas    | 11 de enero | 21:30 |

| Obras Sanitarias  | 79 - 81 | Peñarol             | Obras Sanitarias     | 12 de enero | 21:00 |
| Lanús             | 89 - 75 | Libertad            | Antonio Rotili       | 12 de enero | 21:00 |
| Quimsa            | 94 - 67 | La Unión de Formosa | Estadio Ciudad       | 12 de enero | 22:00 |
| San Martín (C)    | 68 - 64 | Quilmes             | El Gigante Rojinegro | 13 de enero | 21:30 |
| Boca Juniors      | 84 - 76 | Libertad            | Luis Conde           | 14 de enero | 20:00 |
| Ciclista Olímpico | 77 - 95 | La Unión de Formosa | Vicente Rosales      | 14 de enero | 22:00 |
| Obras Sanitarias  | 67 - 86 | Quimsa              | Obras Sanitarias     | 15 de enero | 21:00 |
| Sionista          | 79 - 77 | Argentino (J)       | Moisés Flesler       | 15 de enero | 21:00 |
| Estudiantes (C)   | 73 - 58 | Ciclista Juninense  | El Gigante Verde     | 15 de enero | 21:30 |
| Atenas            | 76 - 74 | La Unión de Formosa | Carlos Cerutti       | 16 de enero | 21:30 |
| Gimnasia Indalo   | 84 - 78 | Libertad            | Socios Fundadores    | 16 de enero | 21:30 |
| Boca Juniors      | 70 - 80 | Quimsa              | Luis Conde           | 17 de enero | 20:00 |
| Obras Sanitarias  | 82 - 76 | Ciclista Olímpico   | Obras Sanitarias     | 17 de enero | 20:00 |
| Weber Bahía       | 82 - 80 | Regatas (C)         | Osvaldo Casanova     | 17 de enero | 21:00 |
| Sionista          | 95 - 76 | Ciclista Juninense  | Moisés Flesler       | 17 de enero | 21:00 |
| Estudiantes (C)   | 72 - 74 | Argentino (J)       | El Gigante Verde     | 17 de enero | 21:30 |

| Boca Juniors        | 78 - 77  | Ciclista Olímpico  | Luis Conde                   | 19 de enero | 20:00 |
| Libertad            | 110 - 78 | Ciclista Juninense | El Hogar de los Tigres       | 19 de enero | 21:00 |
| Quilmes             | 79 - 76  | Regatas (C)        | Once Unidos                  | 19 de enero | 21:00 |
| Weber Bahía         | 81 - 69  | Atenas             | Osvaldo Casanova             | 19 de enero | 21:00 |
| Estudiantes (C)     | 92 - 80  | Lanús              | El Gigante Verde             | 19 de enero | 21:30 |
| Gimnasia Indalo     | 68 - 77  | Quimsa             | Socios Fundadores            | 19 de enero | 21:30 |
| Argentino (J)       | 95 - 102 | San Martín (C)     | El Fortín de las Morochas    | 20 de enero | 21:30 |
| Peñarol             | 79 - 73  | Regatas (C)        | Once Unidos                  | 21 de enero | 19:00 |
| Sionista            | 92 - 77  | Lanús              | Moisés Flesler               | 21 de enero | 21:00 |
| Gimnasia Indalo     | 95 - 82  | Ciclista Olímpico  | Socios Fundadores            | 21 de enero | 21:30 |
| Quilmes             | 79 - 75  | Atenas             | Once Unidos                  | 21 de enero | 22:00 |
| Obras Sanitarias    | 67 - 62  | Weber Bahía        | Obras Sanitarias             | 22 de enero | 20:00 |
| Ciclista Juninense  | 90 - 94  | San Martín (C)     | Raúl "Chuni" Merlo           | 22 de enero | 21:30 |
| La Unión de Formosa | 83 - 89  | Estudiantes (C)    | Polideportivo Cincuentenario | 22 de enero | 22:00 |
| Peñarol             | 84 - 66  | Atenas             | Once Unidos                  | 23 de enero | 21:30 |
| Boca Juniors        | 86 - 88  | Weber Bahía        | Polideportivo Eva Perón      | 24 de enero | 21:00 |
| Regatas (C)         | 90 - 53  | Estudiantes (C)    | José Jorge Contte            | 24 de enero | 21:30 |
| Ciclista Olímpico   | 72 - 66  | Gimnasia Indalo    | Vicente Rosales              | 24 de enero | 22:00 |
| Quilmes             | 94 - 72  | Ciclista Juninense | Once Unidos                  | 25 de enero | 20:30 |
| La Unión de Formosa | 90 - 68  | Sionista           | Polideportivo Cincuentenario | 25 de enero | 21:30 |

| Lanús               | 86 - 82  | Weber Bahía        | Antonio Rotili               | 26 de enero  | 21:00 |
| San Martín (C)      | 68 - 64  | Estudiantes (C)    | El Gigante Rojinegro         | 26 de enero  | 21:30 |
| Quimsa              | 79 - 68  | Gimnasia Indalo    | Estadio Ciudad               | 26 de enero  | 22:00 |
| Peñarol             | 106 - 78 | Ciclista Juninense | Once Unidos                  | 27 de enero  | 21:00 |
| Regatas (C)         | 68 - 62  | Sionista           | José Jorge Contte            | 27 de enero  | 21:30 |
| Quilmes             | 74 - 81  | Argentino (J)      | Once Unidos                  | 28 de enero  | 21:00 |
| Libertad            | 96 - 77  | Ciclista Olímpico  | El Hogar de los Tigres       | 28 de enero  | 21:00 |
| Atenas              | 73 - 69  | Gimnasia Indalo    | Carlos Cerutti               | 28 de enero  | 21:30 |
| San Martín (C)      | 95 - 65  | Sionista           | El Gigante Rojinegro         | 29 de enero  | 21:30 |
| Atenas              | 81 - 74  | Ciclista Olímpico  | Carlos Cerutti               | 30 de enero  | 20:00 |
| Peñarol             | 100 - 67 | Argentino (J)      | Once Unidos                  | 30 de enero  | 21:30 |
| Quimsa              | 86 - 78  | Quilmes            | Estadio Ciudad               | 31 de enero  | 22:00 |
| La Unión de Formosa | 84 - 90  | Obras Sanitarias   | Polideportivo Cincuentenario | 31 de enero  | 22:00 |
| Lanús               | 77 - 83  | Boca Juniors       | Antonio Rotili               | 1 de febrero | 20:00 |
| Weber Bahía         | 85 - 94  | Argentino (J)      | Osvaldo Casanova             | 1 de febrero | 21:00 |

| San Martín (C)     | 73 - 86 | Obras Sanitarias    | El Gigante Rojinegro         | 2 de febrero | 21:30 |
| Ciclista Olímpico  | 73 - 58 | Quilmes             | Vicente Rosales              | 2 de febrero | 22:00 |
| Libertad           | 82 - 79 | Atenas              | El Hogar de los Tigres       | 3 de febrero | 21:00 |
| Regatas (C)        | 70 - 57 | Obras Sanitarias    | Jose Jorge Contte            | 4 de febrero | 21:00 |
| Sionista           | 69 - 71 | Atenas              | Moisés Flesler               | 5 de febrero | 21:00 |
| Lanús              | 82 - 86 | La Unión de Formosa | Polideportivo Cincuentenario | 7 de febrero | 21:00 |
| Boca Juniors       | 78 - 87 | San Martín (C)      | Luis Conde                   | 7 de febrero | 21:00 |
| Estudiantes (C)    | 64 - 77 | Atenas              | El Gigante Verde             | 7 de febrero | 21:30 |
| Gimnasia Indalo    | 82 - 73 | Regatas (C)         | Socios Fundadores            | 7 de febrero | 21:30 |
| Peñarol            | 82 - 86 | Ciclista Olímpico   | Once Unidos                  | 7 de febrero | 21:30 |
| Ciclista Juninense | 80 - 68 | Libertad            | Raúl "Chuni" Merlo           | 7 de febrero | 21:30 |
| Weber Bahía        | 75 - 69 | Quimsa              | Osvaldo Casanova             | 8 de febrero | 21:30 |

| Boca Juniors       | 75 - 82  | Regatas (C)         | Luis Conde                | 9 de febrero  | 20:00 |
| Obras Sanitarias   | 98 - 73  | La Unión de Formosa | Obras Sanitarias          | 9 de febrero  | 20:30 |
| Lanús              | 87 - 75  | San Martín (C)      | Antonio Rotili            | 9 de febrero  | 21:00 |
| Quilmes            | 87 - 85  | Ciclista Olímpico   | Once Unidos               | 9 de febrero  | 21:00 |
| Argentino (J)      | 91 - 86  | Libertad            | El Fortín de las Morochas | 9 de febrero  | 21:30 |
| Peñarol            | 62 - 87  | Quimsa              | Once Unidos               | 10 de febrero | 21:00 |
| Ciclista Juninense | 62 - 74  | Estudiantes (C)     | Raúl "Chuni" Merlo        | 10 de febrero | 21:30 |
| Boca Juniors       | 88 - 86  | La Unión de Formosa | Luis Conde                | 11 de febrero | 20:00 |
| Obras Sanitarias   | 91 - 83  | San Martín (C)      | Obras Sanitarias          | 11 de febrero | 20:30 |
| Lanús              | 73 - 87  | Regatas (C)         | Antonio Rotili            | 11 de febrero | 21:00 |
| Weber Bahía        | 81 - 72  | Ciclista Olímpico   | Osvaldo Casanova          | 11 de febrero | 21:30 |
| Quilmes            | 72 - 97  | Quimsa              | Once Unidos               | 12 de febrero | 21:00 |
| Argentino (J)      | 95 - 84  | Estudiantes (C)     | El Fortín de las Morochas | 12 de febrero | 21:30 |
| Obras Sanitarias   | 85 - 74  | Regatas (C)         | Obras Sanitarias          | 13 de febrero | 21:00 |
| Ciclista Juninense | 58 - 79  | Sionista            | Raúl "Chuni" Merlo        | 13 de febrero | 21:30 |
| Gimnasia Indalo    | 100 - 80 | La Unión de Formosa | Socios Fundadores         | 13 de febrero | 21:30 |
| Lanús              | 92 - 83  | Estudiantes (C)     | Antonio Rotili            | 14 de febrero | 21:00 |
| Gimnasia Indalo    | 84 - 79  | Quilmes             | Socios Fundadores         | 15 de febrero | 21:30 |
| Regatas (C)        | 80 - 78  | Weber Bahía         | José Jorge Contte         | 15 de febrero | 21:30 |
| Ciclista Olímpico  | 78 - 94  | Quimsa              | Vicente Rosales           | 15 de febrero | 22:00 |

| Atenas              | 84 - 81  | Ciclista Juninense | Carlos Cerutti               | 16 de febrero | 21:30 |
| Argentino (J)       | 76 - 78  | Sionista           | El Fortín de las Morochas    | 16 de febrero | 21:30 |
| Boca Juniors        | 71 - 81  | Quilmes            | Luis Conde                   | 17 de febrero | 20:00 |
| San Martín (C)      | 70 - 76  | Weber Bahía        | El Gigante Rojinegro         | 17 de febrero | 21:30 |
| Libertad            | 77 - 72  | Argentino (J)      | El Hogar de los Tigres       | 18 de febrero | 21:00 |
| Quimsa              | 72 - 63  | Ciclista Juninense | Estadio Ciudad               | 18 de febrero | 21:00 |
| Estudiantes (C)     | 61 - 80  | Gimnasia Indalo    | El Fortín Verde              | 18 de febrero | 21:30 |
| Boca Juniors        | 97 - 102 | Lanús              | Luis Conde                   | 19 de febrero | 20:00 |
| Obras Sanitarias    | 89 - 68  | Quilmes            | Obras Sanitarias             | 19 de febrero | 21:00 |
| La Unión de Formosa | 93 - 67  | Weber Bahía        | Polideportivo Cincuentenario | 19 de febrero | 22:00 |
| Atenas              | 87 - 74  | Argentino (J)      | Carlos Cerutti               | 20 de febrero | 22:00 |
| Sionista            | 48 - 65  | Gimnasia Indalo    | Moisés Flesler               | 20 de febrero | 22:00 |
| Ciclista Olímpico   | 104 - 87 | Ciclista Juninense | Vicente Rosales              | 20 de febrero | 22:00 |
| Lanús               | 86 - 93  | Quilmes            | Antonio Rotili               | 21 de febrero | 21:00 |
| Libertad            | 84 - 92  | Gimnasia Indalo    | El Hogar de los Tigres       | 22 de febrero | 21:00 |
| Quimsa              | 96 - 83  | Obras Sanitarias   | Estadio Ciudad               | 22 de febrero | 21:30 |

| Lanús              | 85 - 87 | Atenas              | Antonio Rotili            | 23 de febrero | 21:00 |
| Weber Bahía        | 74 - 81 | Peñarol             | Osvaldo Casanova          | 23 de febrero | 21:30 |
| Estudiantes (C)    | 81 - 70 | San Martín (C)      | El Gigante Verde          | 23 de febrero | 21:30 |
| Argentino (J)      | 87 - 86 | La Unión de Formosa | El Fortín de las Morochas | 24 de febrero | 21:30 |
| Ciclista Olímpico  | 86 - 82 | Obras Sanitarias    | Vicente Rosales           | 24 de febrero | 22:00 |
| Estudiantes (C)    | 59 - 66 | Regatas (C)         | El Gigante Verde          | 25 de febrero | 21:00 |
| Sionista           | 90 - 93 | San Martín (C)      | Moisés Flesler            | 25 de febrero | 21:30 |
| Gimnasia Indalo    | 69 - 84 | Atenas              | Socios Fundadores         | 25 de febrero | 21:30 |
| Quimsa             | 76 - 53 | Boca Juniors        | Estadio Ciudad            | 25 de febrero | 21:30 |
| Ciclista Juninense | 97 - 96 | La Unión de Formosa | Raúl "Chuni" Merlo        | 26 de febrero | 21:30 |
| Ciclista Olímpico  | 89 - 81 | Boca Juniors        | Vicente Rosales           | 27 de febrero | 22:00 |
| Sionista           | 87 - 70 | Regatas (C)         | Moisés Flesler            | 27 de febrero | 22:00 |
| Libertad           | 88 - 85 | San Martín (C)      | El Hogar de los Tigres    | 27 de febrero | 22:00 |
| Obras Sanitarias   | 93 - 70 | Argentino (J)       | Obras Sanitarias          | 28 de febrero | 20:30 |
| Quimsa             | 83 - 63 | Weber Bahía         | Estadio Ciudad            | 28 de febrero | 22:00 |
| Lanús              | 88 - 89 | Ciclista Juninense  | Antonio Rotili            | 1 de marzo    | 21:30 |

| Boca Juniors        | 84 - 80   | Argentino (J)      | Luis Conde                   | 2 de marzo | 20:00 |
| Ciclista Olímpico   | 83 - 80   | Weber Bahía        | Vicente Rosales              | 2 de marzo | 22:00 |
| Quilmes             | 99 - 89   | Libertad           | Once Unidos                  | 3 de marzo | 21:00 |
| La Unión de Formosa | 75 - 92   | Quimsa             | Polideportivo Cincuentenario | 3 de marzo | 22:00 |
| Atenas              | 71 - 65   | Weber Bahía        | Carlos Cerutti               | 4 de marzo | 21:30 |
| Boca Juniors        | 86 - 90   | Ciclista Juninense | Luis Conde                   | 5 de marzo | 20:00 |
| Regatas (C)         | 102 - 67  | Ciclista Olímpico  | José Jorge Contte            | 5 de marzo | 21:00 |
| Peñarol             | 117 - 108 | Libertad           | Once Unidos                  | 5 de marzo | 21:00 |
| San Martín (C)      | 98 - 90   | Quimsa             | El Gigante Rojinegro         | 5 de marzo | 21:30 |
| Gimnasia Indalo     | 88 - 79   | Estudiantes (C)    | Socios Fundadores            | 5 de marzo | 21:30 |
| Obras Sanitarias    | 76 - 73   | Estudiantes (C)    | Obras Sanitarias             | 7 de marzo | 20:30 |
| Regatas (C)         | 92 - 70   | Quimsa             | José Jorge Contte            | 7 de marzo | 21:30 |
| San Martín (C)      | 93 - 87   | Ciclista Olímpico  | El Gigante Rojinegro         | 7 de marzo | 21:30 |
| La Unión de Formosa | 73 - 93   | Atenas             | Polideportivo Cincuentenario | 7 de marzo | 21:30 |
| Weber Bahía         | 71 - 69   | Libertad           | Osvaldo Casanova             | 7 de marzo | 21:30 |
| Peñarol             | 85 - 78   | Lanús              | Once Unidos                  | 8 de marzo | 21:00 |
| Gimnasia Indalo     | 78 - 57   | Sionista           | Socios Fundadores            | 8 de marzo | 21:30 |

| Boca Juniors        | 84 - 86  | Estudiantes (C)   | Luis Conde                   | 9 de marzo  | 20:00 |
| Regatas (C)         | 100 - 95 | Atenas            | José Jorge Contte            | 9 de marzo  | 21:00 |
| La Unión de Formosa | 89 - 93  | Ciclista Olímpico | Polideportivo Cincuentenario | 9 de marzo  | 22:00 |
| Obras Sanitarias    | 80 - 60  | Sionista          | Obras Sanitarias             | 10 de marzo | 20:30 |
| Weber Bahía         | 95 - 91  | Lanús             | Osvaldo Casanova             | 10 de marzo | 21:30 |
| San Martín (C)      | 80 - 78  | Atenas            | El Gigante Rojinegro         | 11 de marzo | 20:00 |
| Boca Juniors        | 66 - 73  | Sionista          | Luis Conde                   | 12 de marzo | 21:00 |
| Lanús               | 75 - 68  | Sionista          | Antonio Rotili               | 14 de marzo | 21:00 |

| Quilmes             | 91 - 95  | San Martín (C)     | Once Unidos                  | 16 de marzo | 21:00 |
| Weber Bahía         | 88 - 59  | Ciclista Juninense | Osvaldo Casanova             | 16 de marzo | 21:30 |
| Libertad            | 74 - 82  | Estudiantes (C)    | El Hogar de los Tigres       | 17 de marzo | 21:00 |
| Ciclista Olímpico   | 71 - 76  | Regatas (C)        | Vicente Rosales              | 17 de marzo | 21:30 |
| Boca Juniors        | 82 - 86  | Obras Sanitarias   | Luis Conde                   | 18 de marzo | 20:00 |
| Peñarol             | 81 - 74  | San Martín (C)     | Islas Malvinas               | 18 de marzo | 21:00 |
| Lanús               | 116 - 85 | Argentino (J)      | Antonio Rotili               | 19 de marzo | 21:00 |
| Quimsa              | 70 - 66  | Regatas (C)        | Estadio Ciudad               | 19 de marzo | 21:00 |
| Atenas              | 90 - 63  | Estudiantes (C)    | Carlos Cerutti               | 19 de marzo | 21:30 |
| Gimnasia Indalo     | 99 - 75  | Ciclista Juninense | Socios Fundadores            | 19 de marzo | 21:30 |
| Libertad            | 79 - 75  | Weber Bahía        | El Hogar de los Tigres       | 20 de marzo | 21:00 |
| Gimnasia Indalo     | 91 - 78  | Argentino (J)      | Socios Fundadores            | 21 de marzo | 21:30 |
| Peñarol             | 68 - 76  | Quilmes            | Islas Malvinas               | 22 de marzo | 21:30 |
| Sionista            | 82 - 64  | Weber Bahía        | Moisés Flesler               | 22 de marzo | 21:30 |
| Regatas (C)         | 81 - 70  | Boca Juniors       | José Jorge Contte            | 22 de marzo | 21:30 |
| La Unión de Formosa | 97 - 83  | Lanús              | Polideportivo Cincuentenario | 22 de marzo | 22:00 |

| Quimsa              | 83 - 76  | Libertad           | Estadio Ciudad               | 23 de marzo | 22:00 |
| Peñarol             | 68 - 70  | Obras Sanitarias   | Islas Malvinas               | 24 de marzo | 21:00 |
| Estudiantes (C)     | 94 - 64  | Weber Bahía        | El Gigante Verde             | 24 de marzo | 21:30 |
| San Martín (C)      | 80 - 74  | Boca Juniors       | El Gigante Rojinegro         | 24 de marzo | 21:30 |
| Regatas (C)         | 87 - 76  | Lanús              | José Jorge Contte            | 24 de marzo | 21:30 |
| Quimsa              | 86 - 62  | Argentino (J)      | Estadio Ciudad               | 25 de marzo | 21:00 |
| Ciclista Olímpico   | 92 - 68  | Libertad           | Vicente Rosales              | 25 de marzo | 22:00 |
| Quilmes             | 75 - 82  | Obras Sanitarias   | Once Unidos                  | 26 de marzo | 21:00 |
| San Martín (C)      | 107 - 95 | Lanús              | El Gigante Rojinegro         | 26 de marzo | 21:30 |
| Regatas (C)         | 80 - 68  | Ciclista Juninense | José Jorge Contte            | 26 de marzo | 21:30 |
| La Unión de Formosa | 78 - 85  | Boca Juniors       | Polideportivo Cincuentenario | 26 de marzo | 22:00 |
| Atenas              | 97 - 91  | Libertad           | Carlos Cerutti               | 27 de marzo | 20:00 |
| Peñarol             | 81 - 61  | Gimnasia Indalo    | Islas Malvinas               | 27 de marzo | 22:00 |
| Ciclista Olímpico   | 87 - 83  | Argentino (J)      | Vicente Rosales              | 27 de marzo | 22:00 |
| Weber Bahía         | 75 - 62  | Obras Sanitarias   | Osvaldo Casanova             | 28 de marzo | 21:00 |
| San Martín (C)      | 99 - 93  | Ciclista Juninense | El Gigante Rojinegro         | 28 de marzo | 21:30 |
| Quilmes             | 53 - 65  | Gimnasia Indalo    | Once Unidos                  | 29 de marzo | 20:30 |

| Boca Juniors        | 95 - 82  | Atenas              | Luis Conde                   | 30 de marzo | 20:00 |
| Libertad            | 84 - 75  | Sionista            | El Hogar de los Tigres       | 30 de marzo | 21:00 |
| Lanús               | 68 - 93  | Quimsa              | Antonio Rotili               | 30 de marzo | 21:00 |
| Estudiantes (C)     | 75 - 65  | Peñarol             | El Gigante Verde             | 30 de marzo | 21:30 |
| La Unión de Formosa | 98 - 74  | Ciclista Juninense  | Polideportivo Cincuentenario | 30 de marzo | 22:00 |
| Weber Bahía         | 77 - 73  | Gimnasia Indalo     | Osvaldo Casanova             | 31 de marzo | 21:30 |
| Obras Sanitarias    | 73 - 79  | Atenas              | Obras Sanitarias             | 1 de abril  | 21:00 |
| Argentino (J)       | 64 - 85  | Quimsa              | El Fortín de las Morochas    | 1 de abril  | 21:30 |
| Sionista            | 75 - 79  | Peñarol             | Moisés Flesler               | 1 de abril  | 21:30 |
| Lanús               | 74 - 68  | Ciclista Olímpico   | Antonio Rotili               | 2 de abril  | 21:00 |
| Regatas (C)         | 90 - 83  | La Unión de Formosa | José Jorge Contte            | 2 de abril  | 21:30 |
| Ciclista Juninense  | 79 - 104 | Quimsa              | Raúl "Chuni" Merlo           | 3 de abril  | 21:30 |
| Libertad            | 88 - 84  | Peñarol             | El Hogar de los Tigres       | 3 de abril  | 21:30 |
| Argentino (J)       | 94 - 86  | Ciclista Olímpico   | El Fortín de las Morochas    | 4 de abril  | 21:30 |
| San Martín (C)      | 94 - 91  | La Unión de Formosa | El Gigante Rojinegro         | 4 de abril  | 21:30 |
| Gimnasia Indalo     | 87 - 68  | Lanús               | Socios Fundadores            | 5 de abril  | 21:30 |
| Estudiantes (C)     | 69 - 89  | Boca Juniors        | El Gigante Verde             | 5 de abril  | 21:30 |

| Ciclista Juninense | 81 - 66  | Ciclista Olímpico | Raúl "Chuni" Merlo        | 6 de abril  | 21:30 |
| Weber Bahía        | 92 - 67  | Quilmes           | Osvaldo Casanova          | 6 de abril  | 21:30 |
| Sionista           | 76 - 72  | Boca Juniors      | Moisés Flesler            | 7 de abril  | 21:30 |
| Argentino (J)      | 95 - 83  | Quilmes           | El Fortín de las Morochas | 8 de abril  | 21:30 |
| Libertad           | 80 - 86  | Boca Juniors      | El Hogar de los Tigres    | 9 de abril  | 21:00 |
| Ciclista Juninense | 100 - 98 | Quilmes           | Raúl "Chuni" Merlo        | 10 de abril | 21:30 |
| Weber Bahía        | 93 - 63  | San Martín (C)    | Osvaldo Casanova          | 11 de abril | 21:30 |
| Argentino (J)      | 104 - 92 | Lanús             | El Fortín de las Morochas | 11 de abril | 21:30 |

| Libertad           | 69 - 80 | Quimsa              | El Hogar de los Tigres    | 13 de abril | 21:00 |
| Sionista           | 70 - 82 | Ciclista Olímpico   | Moisés Flesler            | 13 de abril | 21:30 |
| Ciclista Juninense | 84 - 94 | Lanús               | Raúl "Chuni" Merlo        | 13 de abril | 21:30 |
| Peñarol            | 89 - 77 | La Unión de Formosa | Islas Malvinas            | 13 de abril | 21:30 |
| Gimnasia Indalo    | 84 - 82 | San Martín (C)      | Socios Fundadores         | 13 de abril | 21:30 |
| Weber Bahía        | 90 - 68 | Boca Juniors        | Osvaldo Casanova          | 13 de abril | 21:30 |
| Argentino (J)      | 84 - 85 | Regatas (C)         | El Fortín de las Morochas | 14 de abril | 21:30 |
| Atenas             | 99 - 74 | Obras Sanitarias    | Carlos Cerutti            | 14 de abril | 21:30 |
| Quilmes            | 95 - 98 | La Unión de Formosa | Once Unidos               | 15 de abril | 21:00 |
| Peñarol            | 67 - 75 | Boca Juniors        | Islas Malvinas            | 15 de abril | 21:00 |
| Sionista           | 77 - 85 | Quimsa              | Moisés Flesler            | 15 de abril | 21:30 |
| Estudiantes (C)    | 89 - 74 | Ciclista Olímpico   | El Gigante Verde          | 15 de abril | 21:30 |
| Libertad           | 80 - 72 | Obras Sanitarias    | El Hogar de los Tigres    | 16 de abril | 21:00 |
| Ciclista Juninense | 0 - 2   | Regatas (C)         | Raúl "Chuni" Merlo        | 16 de abril | 21:30 |
| Quilmes            | 83 - 61 | Boca Juniors        | Once Unidos               | 17 de abril | 21:00 |
| Weber Bahía        | 94 - 80 | La Unión de Formosa | Osvaldo Casanova          | 17 de abril | 21:30 |
| San Martín (C)     | 87 - 77 | Gimnasia Indalo     | El Gigante Rojinegro      | 17 de abril | 21:30 |
| Estudiantes (C)    | 67 - 56 | Quimsa              | El Gigante Verde          | 17 de abril | 21:30 |
| Atenas             | 88 - 77 | Peñarol             | Carlos Cerutti            | 18 de abril | 20:00 |
| Sionista           | 95 - 82 | Obras Sanitarias    | Moisés Flesler            | 18 de abril | 21:00 |
| Argentino (J)      | 88 - 71 | Ciclista Juninense  | El Fortín de las Morochas | 19 de abril | 21:30 |
| Regatas (C)        | 81 - 71 | Gimnasia Indalo     | José Jorge Contte         | 19 de abril | 21:30 |

| Estudiantes (C)     | 57 - 70  | Obras Sanitarias | Gigante Verde                | 20 de abril | 21:30 |
| Ciclista Olímpico   | 80 - 97  | Peñarol          | Vicente Rosales              | 20 de abril | 22:00 |
| Argentino (J)       | 102 - 93 | Weber Bahía      | El Fortín de las Morochas    | 21 de abril | 21:30 |
| Regatas (C)         | 91 - 82  | San Martín (C)   | José Jorge Contte            | 21 de abril | 21:30 |
| La Unión de Formosa | 88 - 86  | Gimnasia Indalo  | Polideportivo Cincuentenario | 21 de abril | 22:00 |
| Quimsa              | 97 - 74  | Peñarol          | Estadio Ciudad               | 22 de abril | 21:00 |
| Libertad            | 108 - 77 | Lanús            | El Hogar de los Tigres       | 22 de abril | 21:00 |
| Atenas              | 84 - 81  | Quilmes          | Carlos Cerutti               | 22 de abril | 21:30 |
| Ciclista Juninense  | 66 - 97  | Weber Bahía      | Raúl "Chuni" Merlo           | 23 de abril | 21:30 |
| Ciclista Olímpico   | 89 - 83  | Estudiantes (C)  | Vicente Rosales              | 23 de abril | 22:00 |
| Libertad            | 92 - 90  | Quilmes          | El Hogar de los Tigres       | 24 de abril | 21:30 |
| Gimnasia Indalo     | 82 - 81  | Obras Sanitarias | Socios Fundadores            | 24 de abril | 21:30 |
| La Unión de Formosa | 95 - 84  | Argentino (J)    | Polideportivo Cincuentenario | 24 de abril | 22:00 |
| Quimsa              | 74 - 89  | Estudiantes (C)  | Estadio Ciudad               | 25 de abril | 21:00 |
| Regatas (C)         | 79 - 76  | Argentino (J)    | José Jorge Contte            | 26 de abril | 21:30 |
| Sionista            | 98 - 95  | Quilmes          | Moisés Flesler               | 26 de abril | 21:30 |
| La Unión de Formosa | 100 - 93 | Peñarol          | Polideportivo Cincuentenario | 26 de abril | 22:00 |

| Lanús               | 74 - 81  | Gimnasia Indalo | Antonio Rotili               | 27 de abril | 21:00 |
| San Martín (C)      | 77 - 57  | Argentino (J)   | El Gigante Rojinegro         | 28 de abril | 21:30 |
| Estudiantes (C)     | 93 - 91  | Quilmes         | El Gigante Verde             | 28 de abril | 21:30 |
| Atenas              | 67 - 60  | Quimsa          | Carlos Cerutti               | 28 de abril | 21:30 |
| Regatas (C)         | 93 - 84  | Peñarol         | José Jorge Contte            | 28 de abril | 21:30 |
| Boca Juniors        | 70 - 88  | Gimnasia Indalo | Luis Conde                   | 29 de abril | 20:00 |
| Weber Bahía         | 86 - 63  | Sionista        | Osvaldo Casanova             | 29 de abril | 21:30 |
| San Martín (C)      | 100 - 87 | Peñarol         | El Gigante Rojinegro         | 30 de abril | 21:30 |
| La Unión de Formosa | 88 - 75  | Libertad        | Polideportivo Cincuentenario | 30 de abril | 22:00 |
| Obras Sanitarias    | 93 - 91  | Gimnasia Indalo | Obras Sanitarias             | 1 de mayo   | 20:00 |
| Quilmes             | 78 - 56  | Sionista        | Once Unidos                  | 1 de mayo   | 21:00 |
| Ciclista Juninense  | 80 - 87  | Atenas          | Raúl "Chuni" Merlo           | 1 de mayo   | 21:30 |
| Regatas (C)         | 97 - 89  | Libertad        | José Jorge Contte            | 2 de mayo   | 21:30 |
| Quimsa              | 101 - 89 | Lanús           | Estadio Ciudad               | 2 de mayo   | 22:00 |
| Peñarol             | 87 - 83  | Sionista        | Islas Malvinas               | 3 de mayo   | 21:00 |
| Argentino (J)       | 78 - 86  | Atenas          | El Fortín de las Morochas    | 3 de mayo   | 21:30 |

| San Martín (C)     | 94 - 83  | Libertad            | El Gigante Rojinegro      | 4 de mayo | 21:30 |
| Ciclista Olímpico  | 96 - 98  | Lanús               | Vicente Rosales           | 4 de mayo | 22:00 |
| Estudiantes (C)    | 87 - 69  | La Unión de Formosa | El Gigante Verde          | 5 de mayo | 21:30 |
| Ciclista Juninense | 80 - 73  | Peñarol             | Raúl "Chuni" Merlo        | 5 de mayo | 21:30 |
| Atenas             | 104 - 61 | Lanús               | Carlos Cerutti            | 6 de mayo | 21:30 |
| Sionista           | 89 - 94  | La Unión de Formosa | Moisés Flesler            | 7 de mayo | 21:00 |
| Argentino (J)      | 83 - 84  | Peñarol             | El Fortín de las Morochas | 7 de mayo | 21:30 |
| Lanús              | 84 - 87  | Obras Sanitarias    | Antonio Rotili            | 8 de mayo | 21:00 |
| Quilmes            | 73 - 82  | Peñarol             | Once Unidos               | 9 de mayo | 21:00 |
| Libertad           | 89 - 99  | La Unión de Formosa | El Hogar de los Tigres    | 9 de mayo | 21:00 |
| Ciclista Juninense | 94 - 95  | Argentino (J)       | Raúl "Chuni" Merlo        | 9 de mayo | 21:30 |
| Gimnasia Indalo    | 79 - 63  | Weber Bahía         | Socios Fundadores         | 9 de mayo | 21:30 |
| Atenas             | 100 - 81 | Boca Juniors        | Carlos Cerutti            | 9 de mayo | 21:30 |
| San Martín (C)     | 73 - 51  | Regatas (C)         | El Gigante Rojinegro      | 9 de mayo | 21:30 |
| Quimsa             | 89 - 78  | Ciclista Olímpico   | Estadio Ciudad            | 9 de mayo | 22:00 |
| Sionista           | 73 - 62  | Estudiantes (C)     | Moisés Flesler            | 9 de mayo | 22:00 |

## Tercera fase, playoffs

### Cuadro
|  | Reclasificación | Reclasificación    | Reclasificación    |                       |   | Octavos de final | Octavos de final | Octavos de final |   |    | Cuartos de final | Cuartos de final | Cuartos de final |   |  | Semifinales | Semifinales | Semifinales |   |  | Final | Final | Final |  |
|  |                 |                    |                    |                       |   |                  |                  |                  |   |    |                  |                  |                  |   |  |             |             |             |   |  |       |       |       |  |
|  |                 |                    |                    |                       |   |                  |                  |                  |   |    |                  |                  |                  |   |  |             |             |             |   |  |       |       |       |  |
|  |                 |                    |                    |                       |   |                  |                  |                  |   |    |                  |                  |                  |   |  |             |             |             |   |  |       |       |       |  |
|  |                 |                    |                    |                       |   |                  |                  |                  |   |    |                  |                  |                  |   |  |             |             |             |   |  |       |       |       |  |
|  |                 |                    |                    |                       |   |                  |                  |                  |   |    |                  |                  |                  |   |  |             |             |             |   |  |       |       |       |  |
|  |                 | 1N                 | Quimsa             | 3                     |   |                  |                  |                  |   |    |                  |                  |                  |   |  |             |             |             |   |  |       |       |       |  |
|  |                 |                    |                    | 3                     |   |                  |                  |                  |   |    |                  |                  |                  |   |  |             |             |             |   |  |       |       |       |  |
|  |                 |                    | 9N                 | Sionista              | 0 |                  |                  |                  |   |    |                  |                  |                  |   |  |             |             |             |   |  |       |       |       |  |
|  | 8N              | Libertad           | 9N                 | Sionista              | 0 | 1                |                  |                  |   |    |                  |                  |                  |   |  |             |             |             |   |  |       |       |       |  |
|  | 8N              | Libertad           |                    |                       |   |                  |                  |                  |   |    |                  |                  |                  |   |  |             |             |             |   |  |       |       |       |  |
|  | 9N              | Sionista           | 2                  |                       |   |                  |                  |                  |   |    |                  |                  |                  |   |  |             |             |             |   |  |       |       |       |  |
|  | 9N              | Sionista           | 2                  |                       |   |                  |                  |                  |   | 1N | Quimsa           | 3                |                  |   |  |             |             |             |   |  |       |       |       |  |
|  |                 |                    |                    |                       |   |                  |                  |                  |   | 1N | Quimsa           | 3                |                  |   |  |             |             |             |   |  |       |       |       |  |
|  |                 |                    | 4N                 | Atenas                | 1 |                  |                  |                  |   |    |                  |                  |                  |   |  |             |             |             |   |  |       |       |       |  |
|  |                 |                    | 4N                 | Atenas                | 1 |                  |                  |                  |   |    |                  |                  |                  |   |  |             |             |             |   |  |       |       |       |  |
|  |                 |                    |                    |                       |   |                  |                  |                  |   |    |                  |                  |                  |   |  |             |             |             |   |  |       |       |       |  |
|  |                 |                    |                    |                       |   |                  |                  |                  |   |    |                  |                  |                  |   |  |             |             |             |   |  |       |       |       |  |
|  |                 | 4N                 | Atenas             | 3                     |   |                  |                  |                  |   |    |                  |                  |                  |   |  |             |             |             |   |  |       |       |       |  |
|  |                 |                    |                    | 3                     |   |                  |                  |                  |   |    |                  |                  |                  |   |  |             |             |             |   |  |       |       |       |  |
|  |                 |                    | 5N                 | Estudiantes Concordia | 1 |                  |                  |                  |   |    |                  |                  |                  |   |  |             |             |             |   |  |       |       |       |  |
|  |                 |                    | 5N                 | Estudiantes Concordia | 1 |                  |                  |                  |   |    |                  |                  |                  |   |  |             |             |             |   |  |       |       |       |  |
|  |                 |                    |                    |                       |   |                  |                  |                  |   |    |                  |                  |                  |   |  |             |             |             |   |  |       |       |       |  |
|  |                 |                    |                    |                       |   |                  |                  |                  |   |    |                  |                  |                  |   |  |             |             |             |   |  |       |       |       |  |
|  |                 |                    |                    |                       |   |                  |                  |                  |   |    |                  | 1N               | Quimsa           | 3 |  |             |             |             |   |  |       |       |       |  |
|  |                 |                    |                    |                       |   |                  |                  |                  |   |    |                  |                  |                  | 3 |  |             |             |             |   |  |       |       |       |  |
|  |                 |                    | 3N                 | San Martín (C)        | 1 |                  |                  |                  |   |    |                  |                  |                  |   |  |             |             |             |   |  |       |       |       |  |
|  |                 |                    | 3N                 | San Martín (C)        | 1 |                  |                  |                  |   |    |                  |                  |                  |   |  |             |             |             |   |  |       |       |       |  |
|  |                 |                    |                    |                       |   |                  |                  |                  |   |    |                  |                  |                  |   |  |             |             |             |   |  |       |       |       |  |
|  |                 |                    |                    |                       |   |                  |                  |                  |   |    |                  |                  |                  |   |  |             |             |             |   |  |       |       |       |  |
|  |                 | 2N                 | Regatas Corrientes | 1                     |   |                  |                  |                  |   |    |                  |                  |                  |   |  |             |             |             |   |  |       |       |       |  |
|  |                 |                    |                    | 1                     |   |                  |                  |                  |   |    |                  |                  |                  |   |  |             |             |             |   |  |       |       |       |  |
|  |                 |                    | 7N                 | La Unión de Formosa   | 3 |                  |                  |                  |   |    |                  |                  |                  |   |  |             |             |             |   |  |       |       |       |  |
|  |                 |                    | 7N                 | La Unión de Formosa   | 3 |                  |                  |                  |   |    |                  |                  |                  |   |  |             |             |             |   |  |       |       |       |  |
|  |                 |                    |                    |                       |   |                  |                  |                  |   |    |                  |                  |                  |   |  |             |             |             |   |  |       |       |       |  |
|  |                 |                    |                    |                       |   |                  |                  |                  |   |    |                  |                  |                  |   |  |             |             |             |   |  |       |       |       |  |
|  |                 |                    |                    |                       |   |                  | 3N               | San Martín (C)   | 3 |    |                  |                  |                  |   |  |             |             |             |   |  |       |       |       |  |
|  |                 |                    |                    |                       |   |                  |                  |                  | 3 |    |                  |                  |                  |   |  |             |             |             |   |  |       |       |       |  |
|  |                 |                    | 7N                 | La Unión de Formosa   | 2 |                  |                  |                  |   |    |                  |                  |                  |   |  |             |             |             |   |  |       |       |       |  |
|  |                 |                    | 7N                 | La Unión de Formosa   | 2 |                  |                  |                  |   |    |                  |                  |                  |   |  |             |             |             |   |  |       |       |       |  |
|  |                 |                    |                    |                       |   |                  |                  |                  |   |    |                  |                  |                  |   |  |             |             |             |   |  |       |       |       |  |
|  |                 |                    |                    |                       |   |                  |                  |                  |   |    |                  |                  |                  |   |  |             |             |             |   |  |       |       |       |  |
|  |                 | 3N                 | San Martín (C)     | 3                     |   |                  |                  |                  |   |    |                  |                  |                  |   |  |             |             |             |   |  |       |       |       |  |
|  |                 |                    |                    | 3                     |   |                  |                  |                  |   |    |                  |                  |                  |   |  |             |             |             |   |  |       |       |       |  |
|  |                 |                    | 6N                 | Ciclista Olímpico     | 1 |                  |                  |                  |   |    |                  |                  |                  |   |  |             |             |             |   |  |       |       |       |  |
|  |                 |                    | 6N                 | Ciclista Olímpico     | 1 |                  |                  |                  |   |    |                  |                  |                  |   |  |             |             |             |   |  |       |       |       |  |
|  |                 |                    |                    |                       |   |                  |                  |                  |   |    |                  |                  |                  |   |  |             |             |             |   |  |       |       |       |  |
|  |                 |                    |                    |                       |   |                  |                  |                  |   |    |                  |                  |                  |   |  |             |             |             |   |  |       |       |       |  |
|  |                 |                    |                    |                       |   |                  |                  |                  |   |    |                  |                  |                  |   |  |             | 1N          | Quimsa      | 4 |  |       |       |       |  |
|  |                 |                    |                    |                       |   |                  |                  |                  |   |    |                  |                  |                  |   |  |             |             |             | 4 |  |       |       |       |  |
|  |                 |                    | 2S                 | Gimnasia Indalo       | 2 |                  |                  |                  |   |    |                  |                  |                  |   |  |             |             |             |   |  |       |       |       |  |
|  |                 |                    | 2S                 | Gimnasia Indalo       | 2 |                  |                  |                  |   |    |                  |                  |                  |   |  |             |             |             |   |  |       |       |       |  |
|  |                 |                    |                    |                       |   |                  |                  |                  |   |    |                  |                  |                  |   |  |             |             |             |   |  |       |       |       |  |
|  |                 |                    |                    |                       |   |                  |                  |                  |   |    |                  |                  |                  |   |  |             |             |             |   |  |       |       |       |  |
|  |                 | 1S                 | Obras Sanitarias   | 3                     |   |                  |                  |                  |   |    |                  |                  |                  |   |  |             |             |             |   |  |       |       |       |  |
|  |                 |                    |                    | 3                     |   |                  |                  |                  |   |    |                  |                  |                  |   |  |             |             |             |   |  |       |       |       |  |
|  |                 |                    | 9S                 | Ciclista Juninense    | 0 |                  |                  |                  |   |    |                  |                  |                  |   |  |             |             |             |   |  |       |       |       |  |
|  | 8S              | Lanús              | 9S                 | Ciclista Juninense    | 0 | 1                |                  |                  |   |    |                  |                  |                  |   |  |             |             |             |   |  |       |       |       |  |
|  | 8S              | Lanús              |                    |                       |   |                  |                  |                  |   |    |                  |                  |                  |   |  |             |             |             |   |  |       |       |       |  |
|  | 9S              | Ciclista Juninense | 2                  |                       |   |                  |                  |                  |   |    |                  |                  |                  |   |  |             |             |             |   |  |       |       |       |  |
|  | 9S              | Ciclista Juninense | 2                  |                       |   |                  |                  |                  |   | 1S | Obras Sanitarias | 2                |                  |   |  |             |             |             |   |  |       |       |       |  |
|  |                 |                    |                    |                       |   |                  |                  |                  |   | 1S | Obras Sanitarias | 2                |                  |   |  |             |             |             |   |  |       |       |       |  |
|  |                 |                    | 5S                 | Quilmes               | 3 |                  |                  |                  |   |    |                  |                  |                  |   |  |             |             |             |   |  |       |       |       |  |
|  |                 |                    | 5S                 | Quilmes               | 3 |                  |                  |                  |   |    |                  |                  |                  |   |  |             |             |             |   |  |       |       |       |  |
|  |                 |                    |                    |                       |   |                  |                  |                  |   |    |                  |                  |                  |   |  |             |             |             |   |  |       |       |       |  |
|  |                 |                    |                    |                       |   |                  |                  |                  |   |    |                  |                  |                  |   |  |             |             |             |   |  |       |       |       |  |
|  |                 | 4S                 | Argentino (J)      | 2                     |   |                  |                  |                  |   |    |                  |                  |                  |   |  |             |             |             |   |  |       |       |       |  |
|  |                 |                    |                    | 2                     |   |                  |                  |                  |   |    |                  |                  |                  |   |  |             |             |             |   |  |       |       |       |  |
|  |                 |                    | 5S                 | Quilmes               | 3 |                  |                  |                  |   |    |                  |                  |                  |   |  |             |             |             |   |  |       |       |       |  |
|  |                 |                    | 5S                 | Quilmes               | 3 |                  |                  |                  |   |    |                  |                  |                  |   |  |             |             |             |   |  |       |       |       |  |
|  |                 |                    |                    |                       |   |                  |                  |                  |   |    |                  |                  |                  |   |  |             |             |             |   |  |       |       |       |  |
|  |                 |                    |                    |                       |   |                  |                  |                  |   |    |                  |                  |                  |   |  |             |             |             |   |  |       |       |       |  |
|  |                 |                    |                    |                       |   |                  |                  |                  |   |    |                  | 2S               | Gimnasia Indalo  | 3 |  |             |             |             |   |  |       |       |       |  |
|  |                 |                    |                    |                       |   |                  |                  |                  |   |    |                  |                  |                  | 3 |  |             |             |             |   |  |       |       |       |  |
|  |                 |                    | 5S                 | Quilmes               | 0 |                  |                  |                  |   |    |                  |                  |                  |   |  |             |             |             |   |  |       |       |       |  |
|  |                 |                    | 5S                 | Quilmes               | 0 |                  |                  |                  |   |    |                  |                  |                  |   |  |             |             |             |   |  |       |       |       |  |
|  |                 |                    |                    |                       |   |                  |                  |                  |   |    |                  |                  |                  |   |  |             |             |             |   |  |       |       |       |  |
|  |                 |                    |                    |                       |   |                  |                  |                  |   |    |                  |                  |                  |   |  |             |             |             |   |  |       |       |       |  |
|  |                 | 2S                 | Gimnasia Indalo    | 3                     |   |                  |                  |                  |   |    |                  |                  |                  |   |  |             |             |             |   |  |       |       |       |  |
|  |                 |                    |                    | 3                     |   |                  |                  |                  |   |    |                  |                  |                  |   |  |             |             |             |   |  |       |       |       |  |
|  |                 |                    | 7S                 | Boca Juniors          | 2 |                  |                  |                  |   |    |                  |                  |                  |   |  |             |             |             |   |  |       |       |       |  |
|  |                 |                    | 7S                 | Boca Juniors          | 2 |                  |                  |                  |   |    |                  |                  |                  |   |  |             |             |             |   |  |       |       |       |  |
|  |                 |                    |                    |                       |   |                  |                  |                  |   |    |                  |                  |                  |   |  |             |             |             |   |  |       |       |       |  |
|  |                 |                    |                    |                       |   |                  |                  |                  |   |    |                  |                  |                  |   |  |             |             |             |   |  |       |       |       |  |
|  |                 |                    |                    |                       |   |                  | 2S               | Gimnasia Indalo  | 3 |    |                  |                  |                  |   |  |             |             |             |   |  |       |       |       |  |
|  |                 |                    |                    |                       |   |                  |                  |                  | 3 |    |                  |                  |                  |   |  |             |             |             |   |  |       |       |       |  |
|  |                 |                    | 3S                 | Peñarol               | 1 |                  |                  |                  |   |    |                  |                  |                  |   |  |             |             |             |   |  |       |       |       |  |
|  |                 |                    | 3S                 | Peñarol               | 1 |                  |                  |                  |   |    |                  |                  |                  |   |  |             |             |             |   |  |       |       |       |  |
|  |                 |                    |                    |                       |   |                  |                  |                  |   |    |                  |                  |                  |   |  |             |             |             |   |  |       |       |       |  |
|  |                 |                    |                    |                       |   |                  |                  |                  |   |    |                  |                  |                  |   |  |             |             |             |   |  |       |       |       |  |
|  |                 | 3S                 | Peñarol            | 3                     |   |                  |                  |                  |   |    |                  |                  |                  |   |  |             |             |             |   |  |       |       |       |  |
|  |                 |                    |                    | 3                     |   |                  |                  |                  |   |    |                  |                  |                  |   |  |             |             |             |   |  |       |       |       |  |
|  |                 |                    | 6S                 | Weber Bahía           | 2 |                  |                  |                  |   |    |                  |                  |                  |   |  |             |             |             |   |  |       |       |       |  |
|  |                 |                    | 6S                 | Weber Bahía           | 2 |                  |                  |                  |   |    |                  |                  |                  |   |  |             |             |             |   |  |       |       |       |  |
|  |                 |                    |                    |                       |   |                  |                  |                  |   |    |                  |                  |                  |   |  |             |             |             |   |  |       |       |       |  |
|  |                 |                    |                    |                       |   |                  |                  |                  |   |    |                  |                  |                  |   |  |             |             |             |   |  |       |       |       |  |
|  |                 |                    |                    |                       |   |                  |                  |                  |   |    |                  |                  |                  |   |  |             |             |             |   |  |       |       |       |  |
|  |                 |                    |                    |                       |   |                  |                  |                  |   |    |                  |                  |                  |   |  |             |             |             |   |  |       |       |       |  |

El equipo que figura en la primera línea es quien obtuvo la ventaja de localía.
El resultado que figura al lado de cada equipo es la sumatoria de partidos ganados.

### Reclasificación
Libertad - Sionista
| 12 de mayo, 21:30 | Sionista                                                             | 77–82        | Libertad                                                          | Paraná                                                                             |  |  |
|                   | Parciales: 19-17, 13-23, 25-22, 20-20                                |              |                                                                   |                                                                                    |  |  |
|                   | Estadísticas John Millsap 19 Douglas Phillip 13 Juan Pablo Cantero 4 | Pts Reb Asts | Estadísticas 15 Alejandro Alloatti 8 Jiri Hubalek 3 Keyron Sheard | Pabellón: Estadio Moisés Flesler Árbitros: * Fernando Sampietro * Rodrigo Castillo |  |  |
| Serie: 0 - 1      |                                                                      |              |                                                                   |                                                                                    |  |  |
|                   |                                                                      |              |                                                                   |                                                                                    |  |  |

| 15 de mayo, 21:00 | Libertad                                                          | 72–82        | Sionista                                                               | Sunchales                                                                  |  |  |
|                   | Parciales: 20-27, 16-14, 19-23, 17-18                             |              |                                                                        |                                                                            |  |  |
|                   | Estadísticas Anthony Danringe 14 Jonatan Slider 7 Keyron Sheard 5 | Pts Reb Asts | Estadísticas 18 Rodgers y Millsap 11 Douglas Phillip 4 Douglas Phillip | Pabellón: El Hogar de los Tigres Árbitros: * Daniel Rodrigo * Oscar Brítez |  |  |
| Serie: 1 - 1      |                                                                   |              |                                                                        |                                                                            |  |  |
|                   |                                                                   |              |                                                                        |                                                                            |  |  |

| 17 de mayo, 21:00 | Libertad                                                      | 92–93        | Sionista                                                      | Sunchales                                                                     |  |  |
|                   | Parciales: 21-18, 24-27, 23-27, 24-21                         |              |                                                               |                                                                               |  |  |
|                   | Estadísticas Keyron Shead 35 Mariano Fierro 11 Keyron Shead 3 | Pts Reb Asts | Estadísticas 20 John Millsap 9 Darren Douglas 3 Scott Rodgers | Pabellón: El Hogar de los Tigres Árbitros: * Pablo Estévez * Leonardo Mendoza |  |  |
| Serie: 1 - 2      |                                                               |              |                                                               |                                                                               |  |  |
|                   |                                                               |              |                                                               |                                                                               |  |  |

Lanús - Ciclista Juninense
| 12 de mayo, 21:30 | Ciclista Juninense                                                   | 83–87        | Lanús                                                     | Junín                                                                                      |  |  |
|                   | Parciales: 23-21, 19-13, 16-21, 25-32                                |              |                                                           |                                                                                            |  |  |
|                   | Estadísticas Jonathan Maldonado 21 Roberto Acuña 12 Facundo Zárate 6 | Pts Reb Asts | Estadísticas 31 Enzo Ruiz 7 Nicolás Romano 1 Facundo Gago | Pabellón: Estadio Raúl "Chuni" Merlo Árbitros: * Juan José María Fernández * Silvio Guzmán |  |  |
| Serie: 0 - 1      |                                                                      |              |                                                           |                                                                                            |  |  |
|                   |                                                                      |              |                                                           |                                                                                            |  |  |

| 15 de mayo, 21:00 | Lanús                                                       | 87–91        | Ciclista Juninense                                               | Lanús                                                                              |  |  |
|                   | Parciales: 17-22, 16-22, 22-26, 32-21                       |              |                                                                  |                                                                                    |  |  |
|                   | Estadísticas Lewis McCulogh 32 Dwight Curtis 11 Enzo Ruiz 3 | Pts Reb Asts | Estadísticas 29 Facundo Zárate 7 Facundo Zárate 4 Facundo Zárate | Pabellón: Microestadio Antonio Rotili Árbitros: * Fabricio Vito * Leonardo Mendoza |  |  |
| Serie: 1 - 1      |                                                             |              |                                                                  |                                                                                    |  |  |
|                   |                                                             |              |                                                                  |                                                                                    |  |  |

| 17 de mayo, 20:00 | Lanús                                                             | 87–100       | Ciclista Juninense                                                     | Lanús                                                                          |  |  |
|                   | Parciales: 23-24, 21-30, 11-24, 32-22                             |              |                                                                        |                                                                                |  |  |
|                   | Estadísticas Nicolás Romano 29 Nicolás Romano 11 Nicolás Romano 2 | Pts Reb Asts | Estadísticas 26 Facundo Zárate 10 Kevin Hernández 6 Jonathan Maldonado | Pabellón: Microestadio Antonio Rotili Árbitros: * Diego Rougier * Oscar Brítez |  |  |
| Serie: 1 - 2      |                                                                   |              |                                                                        |                                                                                |  |  |
|                   |                                                                   |              |                                                                        |                                                                                |  |  |

### Cuartos de final de conferencia

#### Conferencia norte
Quimsa - Sionista
| 20 de mayo, 22:00 | Quimsa                                                          | 79–67        | Sionista                                                         | Santiago del Estero                                                                        |  |  |
|                   | Parciales: 23-16, 15-10, 25-21, 16-20                           |              |                                                                  |                                                                                            |  |  |
|                   | Estadísticas Gabriel Deck 18 Robert Battle 13 Nicolás Aguirre 4 | Pts Reb Asts | Estadísticas 15 Scott Rodgers 5 John Millsap 3 Jeremías Sandrini | Pabellón: Estadio Ciudad Árbitros: * Juan José Fernández * Roberto Smith * Leandro Lezcano |  |  |
| Serie: 1 - 0      |                                                                 |              |                                                                  |                                                                                            |  |  |
|                   |                                                                 |              |                                                                  |                                                                                            |  |  |

| 22 de mayo, 22:00 | Quimsa                                                              | 91–50        | Sionista                                                          | Santiago del Estero                                                                   |  |  |
|                   | Parciales: 29-16, 20-11, 19-13, 23-10                               |              |                                                                   |                                                                                       |  |  |
|                   | Estadísticas Nicolás Aguirre 17 Martin Crawford 8 Nicolás Aguirre 5 | Pts Reb Asts | Estadísticas 11 John Millsap 9 Phillip Douglas 1 Sebastián Uranga | Pabellón: Estadio Ciudad Árbitros: * Alejandro Chiti * Leonardo Zalazar * Ariel Rosas |  |  |
| Serie: 2 - 0      |                                                                     |              |                                                                   |                                                                                       |  |  |
|                   |                                                                     |              |                                                                   |                                                                                       |  |  |

| 25 de mayo, 21:30 | Sionista                                                             | 89–99        | Quimsa                                                             | Paraná                                                                                 |  |  |
|                   | Parciales: 34-34, 21-25, 15-22, 19-18                                |              |                                                                    |                                                                                        |  |  |
|                   | Estadísticas Phillip Douglas 21 Phillip Douglas 7 Marcos Saglietti 5 | Pts Reb Asts | Estadísticas 20 Nicolás Aguirre 12 Robert Battle 8 Nicolás Aguirre | Pabellón: Estadio Moisés Flesler Árbitros: * Diego Rougier * Fabio Alaniz * Pedro Hoyo |  |  |
| Serie: 0 - 3      |                                                                      |              |                                                                    |                                                                                        |  |  |
|                   |                                                                      |              |                                                                    |                                                                                        |  |  |

Atenas - Estudiantes
| 20 de mayo, 21:30 | Atenas                                                         | 84–79        | Estudiantes (C)                                                                        | Córdoba                                                                                             |  |  |
|                   | Parciales: 16-17, 10-19, 23-16, 24-21 (T.E.: 11-6)             |              |                                                                                        | |  |  |
|                   | Estadísticas Bruno Lábaque 16 Bruno Lábaque 8 Bruno Lábaque 12 | Pts Reb Asts | Estadísticas 27 Reynaldo García Zamora 10 Demetrius Treadwell 4 Reynaldo García Zamora | Pabellón: Polideportivo Carlos Cerutti Árbitros: * Alejandro Chiti * Leonardo Zalazar * Ariel Rosas |  |  |
| Serie: 1 - 0      |                                                                |              |                                                                                        | |  |  |
|                   |                                                                |              |                                                                                        | |  |  |

| 22 de mayo, 21:00 | Atenas                                                              | 88–76        | Estudiantes (C)                                                       | Córdoba                                                                                         |  |  |
|                   | Parciales: 20-21, 15-17, 30-18, 23-20                               |              |                                                                       |                                                                                                 |  |  |
|                   | Estadísticas Bruno Lábaque 21 Juan Manuel Torres 12 Bruno Lábaque 7 | Pts Reb Asts | Estadísticas 25 Eduardo Gamboa 9 Demetrius Treadwell 6 Eduardo Gamboa | Pabellón: Polideportivo Carlos Cerutti Árbitros: * Pablo Estévez * Roberto Smith * Fabio Alaníz |  |  |
| Serie: 2 - 0      |                                                                     |              |                                                                       |                                                                                                 |  |  |
|                   |                                                                     |              |                                                                       |                                                                                                 |  |  |

| 25 de mayo, 21:30 | Estudiantes (C)                                                                 | 83–68        | Atenas                                                             | Concordia                                                                                 |  |  |
|                   | Parciales: 23-13, 11-15, 25-20, 24-20                                           |              |                                                                    |                                                                                           |  |  |
|                   | Estadísticas Reynaldo García Zamora 26 Demetrius Treadwell 13 Alejandro Zilli 6 | Pts Reb Asts | Estadísticas 14 Juan Manuel Torres 9 Demian Filloy 4 Bruno Lábaque | Pabellón: El Gigante Verde Árbitros: * Fernando Sampietro * Oscar Brítez * Javier Sánchez |  |  |
| Serie: 1 - 2      |                                                                                 |              |                                                                    |                                                                                           |  |  |
|                   |                                                                                 |              |                                                                    |                                                                                           |  |  |

| 27 de mayo, 21:30 | Estudiantes (C)                                                                   | 71–82        | Atenas                                                                   | Concordia                                                                          |  |  |
|                   | Parciales: 23-23, 13-18, 14-21, 21-20                                             |              |                                                                          |                                                                                    |  |  |
|                   | Estadísticas Reynaldo García Zamora 21 Reynaldo García Zamora 6 Alejandro Zilli 4 | Pts Reb Asts | Estadísticas 17 Luciano González 9 Diego Lo Grippo 3 Lo Grippo y Lábaque | Pabellón: El Gigante Verde Árbitros: * Juan Fernández * Diego Rougier * Pedro Hoyo |  |  |
| Serie: 1 - 3      |                                                                                   |              |                                                                          |                                                                                    |  |  |
|                   |                                                                                   |              |                                                                          |                                                                                    |  |  |

Regatas Corrientes - La Unión de Formosa
| 21 de mayo, 21:30 | Regatas Corrientes                                                      | 76–78        | La Unión de Formosa                                                 | Corrientes                                                                                   |  |  |
|                   | Parciales: 25-23, 11-18, 19-23, 21-14                                   |              |                                                                     |                                                                                              |  |  |
|                   | Estadísticas Phillip Hopson 19 Marcellus Sommerville 6 Phillip Hopson 6 | Pts Reb Asts | Estadísticas 25 Winsome Frazier 9 Winsome Frazier 4 Javier Martínez | Pabellón: Estadio José Jorge Contte Árbitros: * Fabricio Vito * Oscar Brítez * Silvio Guzmán |  |  |
| Serie: 0 - 1      |                                                                         |              |                                                                     |                                                                                              |  |  |
|                   |                                                                         |              |                                                                     |                                                                                              |  |  |

| 23 de mayo, 21:30 | Regatas Corrientes                                               | 81–87        | La Unión de Formosa                                                                     | Corrientes                                                                                               |  |  |
|                   | Parciales: 25-17, 17-18, 20-22, 19-30                            |              |                                                                                         | |  |  |
|                   | Estadísticas Hakeem Rollins 17 Hakeem Rollins 9 Hakeem Rollins 2 | Pts Reb Asts | Estadísticas 23 Frazier Winsome 6 Ibarra y Martina 2 McGowan, Martínez, Piñero y Ibarra | Pabellón: Estadio José Jorge Contte Árbitros: * Fernando Sampietro * Alejandro Ramallo * Leandro Lezcano |  |  |
| Serie: 0 - 2      |                                                                  |              |                                                                                         | |  |  |
|                   |                                                                  |              |                                                                                         | |  |  |

| 26 de mayo, 22:00 | La Unión de Formosa                                                 | 60–81        | Regatas Corrientes                                                             | Fomosa                                                                                        |  |  |
|                   | Parciales: 19-22, 13-18, 21-19, 7-22                                |              |                                                                                |                                                                                               |  |  |
|                   | Estadísticas Winsome Frazier 15 Javier Martínez 6 Javier Martínez 3 | Pts Reb Asts | Estadísticas 27 Marcellus Sommerville 7 Sommerville y Rollins 5 Phillip Hopson | Pabellón: Estadio Cincuentenario Árbitros: * Juan Fernández * Rodrigo Castillo * Jorge Chávez |  |  |
| Serie: 2 - 1      |                                                                     |              |                                                                                |                                                                                               |  |  |
|                   |                                                                     |              |                                                                                |                                                                                               |  |  |

| 28 de mayo, 22:00 | La Unión de Formosa                                                   | 91–76        | Regatas Corrientes                                               | Fomosa                                                                                       |  |  |
|                   | Parciales: 22-19, 19-21, 22-18, 28-18                                 |              |                                                                  |                                                                                              |  |  |
|                   | Estadísticas Javier Martínez 22 Fernando Martina 13 Javier Martínez 6 | Pts Reb Asts | Estadísticas 15 Pablo Espinoza 6 Pablo Espinoza 3 Phillip Hopson | Pabellón: Estadio Cincuentenario Árbitros: * Pablo Estévez * Leonardo Mendoza * Fabio Alaníz |  |  |
| Serie: 3 - 1      |                                                                       |              |                                                                  |                                                                                              |  |  |
|                   |                                                                       |              |                                                                  |                                                                                              |  |  |

San Martín (Corrientes) - Ciclista Olímpico
| 20 de mayo, 21:00 | San Martín (C)                                                   | 88–87        | Ciclista Olímpico                                          | Corrientes                                                                                   |  |  |
|                   | Parciales: 23-24, 18-22, 25-25, 22-16                            |              |                                                            |                                                                                              |  |  |
|                   | Estadísticas John De Groat 24 Jeremiah Wood 10 Diego Ciorciari 7 | Pts Reb Asts | Estadísticas 30 Lee Roberts 13 Lee Roberts 8 Juan Brussino | Pabellón: Estadio Raúl Argentino Ortíz Árbitros: * Fabricio Vito * Oscar Brítez * Pedro Hoyo |  |  |
| Serie: 1 - 0      |                                                                  |              |                                                            |                                                                                              |  |  |
|                   |                                                                  |              |                                                            |                                                                                              |  |  |

| 22 de mayo, 21:30 | San Martín (C)                                                      | 92–87        | Ciclista Olímpico                                           | Corrientes                                                                                               |  |  |
|                   | Parciales: 32-24, 17-17, 15-24, 28-22                               |              |                                                             | |  |  |
|                   | Estadísticas Lescano y De Groat 19 Jeremiah Wood 13 Jeremiah Wood 5 | Pts Reb Asts | Estadísticas 21 Juan Brussino 9 Lee Roberts 4 Juan Brussino | Pabellón: Estadio Raúl Argentino Ortíz Árbitros: * Fernando Sampietro * Alejandro Ramallo * Jorge Chávez |  |  |
| Serie: 2 - 0      |                                                                     |              |                                                             | |  |  |
|                   |                                                                     |              |                                                             | |  |  |

| 25 de mayo, 22:00 | Ciclista Olímpico                                                          | 76–74        | San Martín (C)                                                  | La Banda                                                                                     |  |  |
|                   | Parciales: 18-21, 21-15, 25-14, 12-24                                      |              |                                                                 |                                                                                              |  |  |
|                   | Estadísticas Amicucci y Lee Roberts 17 Cristian Amicucci 8 Juan Brussino 4 | Pts Reb Asts | Estadísticas 27 Jeremiah Wood 9 Jeremiah Wood 4 Diego Ciorciari | Pabellón: Estadio Vicente Rosales Árbitros: * Alejandro Chiti * Sergio Tarifeño * Mario Aluz |  |  |
| Serie: 1 - 2      |                                                                            |              |                                                                 |                                                                                              |  |  |
|                   |                                                                            |              |                                                                 |                                                                                              |  |  |

| 27 de mayo, 22:00 | Ciclista Olímpico                                                | 92–93        | San Martín (C)                                                      | La Banda                                                                                         |  |  |
|                   | Parciales: 18-27, 23-19, 20-24, 31-23                            |              |                                                                     |                                                                                                  |  |  |
|                   | Estadísticas Lee Roberts 23 Amicucci y Roberts 6 Milton Vittar 4 | Pts Reb Asts | Estadísticas 20 Ciorciari y Wood 11 Jeremiah Wood 6 Diego Ciorciari | Pabellón: Estadio Vicente Rosales Árbitros: * Daniel Rodrigo * Leonardo Zalazar * Javiér Sánchez |  |  |
| Serie: 1 - 3      |                                                                  |              |                                                                     |                                                                                                  |  |  |
|                   |                                                                  |              |                                                                     |                                                                                                  |  |  |

#### Conferencia sur
Obras Sanitarias - Ciclista Juninense
| 20 de mayo, 20:30 | Obras Sanitarias                                                 | 80–70        | Ciclista Juninense                                                   | Buenos Aires                                                                                         |  |  |
|                   | Parciales: 19-20, 8-7, 32-26, 21-17                              |              |                                                                      | |  |  |
|                   | Estadísticas Ramón Clemente 17 Marcos Delía 12 Bruno Fitipaldo 3 | Pts Reb Asts | Estadísticas 24 Jonathan Maldonado 7 Roberto Acuña 3 Damián Palacios | Pabellón: Estadio Obras Sanitarias Árbitros: * Alejandro Ramallo * Rodrigo Castillo * Javier Sánchez |  |  |
| Serie: 1 - 0      |                                                                  |              |                                                                      | |  |  |
|                   |                                                                  |              |                                                                      | |  |  |

| 22 de mayo, 19:30 | Obras Sanitarias                                                  | 96–71        | Ciclista Juninense                                                        | Buenos Aires                                                                                    |  |  |
|                   | Parciales: 24-15, 22-17, 23-16, 27-23                             |              |                                                                           |                                                                                                 |  |  |
|                   | Estadísticas Fitipaldo y Safar 18 Ramón Clemente 9 Pedro Barral 7 | Pts Reb Asts | Estadísticas 12 Díaz, Acuña y Hernández 9 Roberto Acuña 3 Damián Palacios | Pabellón: Estadio Obras Sanitarias Árbitros: * Juan Fernández * Sergio Tarifeño * Silvio Guzmán |  |  |
| Serie: 2 - 0      |                                                                   |              |                                                                           |                                                                                                 |  |  |
|                   |                                                                   |              |                                                                           |                                                                                                 |  |  |

| 26 de mayo, 21:30 | Ciclista Juninense                                                          | 73–90        | Obras Sanitarias                                                   | Junín                                                                                      |  |  |
|                   | Parciales: 14-27, 21-12, 20-28, 18-23                                       |              |                                                                    |                                                                                            |  |  |
|                   | Estadísticas Palacios y Hernández 17 Patricio Rodríguez 8 Damián Palacios 6 | Pts Reb Asts | Estadísticas 23 Mauricio Aguiar 8 Ramón Clemente 4 Bruno Fitipaldo | Pabellón: Estadio Raúl "Chuni" Merlo Árbitros: * Daniel Rodrigo * Mario Aluz * Ariel Rosas |  |  |
| Serie: 0 - 3      |                                                                             |              |                                                                    |                                                                                            |  |  |
|                   |                                                                             |              |                                                                    |                                                                                            |  |  |

Argentino (Junín) - Quilmes
| 21 de mayo, 21:30 | Argentino                                                                     | 81–74        | Quilmes                                                           | Junín                                                                                           |  |  |
|                   | Parciales: 25-11, 9-24, 23-19, 24-20                                          |              |                                                                   |                                                                                                 |  |  |
|                   | Estadísticas Juan Cangelosi 23 Franco Nicolás Balbi 11 Franco Nicolás Balbi 8 | Pts Reb Asts | Estadísticas 20 Luca Vildoza 4 Maximiliano Maciel 3 Luis Cequeira | Pabellón: El Fortín de las Morochas Árbitros: * Juan Fernández * Diego Rougier * Javier Sánchez |  |  |
| Serie: 1 - 0      |                                                                               |              |                                                                   |                                                                                                 |  |  |
|                   |                                                                               |              |                                                                   |                                                                                                 |  |  |

| 23 de mayo, 20:00 | Argentino                                                          | 105–89       | Quilmes                                                                 | Junín                                                                                                |  |  |
|                   | Parciales: 22-21, 34-22, 17-20, 32-26                              |              |                                                                         | |  |  |
|                   | Estadísticas Balbi y Alessio 18 Stewart y Basabe 7 Balbi y Funes 6 | Pts Reb Asts | Estadísticas 20 Federico Marín 8 Federico Marín 8 Luis Eduardo Cequeira | Pabellón: El Fortín de las Morochas Árbitros: * Pablo Estévez * Rodrigo CAstillo * Cristian Salguero |  |  |
| Serie: 2 - 0      |                                                                    |              |                                                                         | |  |  |
|                   |                                                                    |              |                                                                         | |  |  |

| 26 de mayo, 21:30 | Quilmes                                                            | 80–59        | Argentino                                                                    | Mar del Plata                                                                                |  |  |
|                   | Parciales: 22-5, 15-16, 26-17, 17-21                               |              |                                                                              |                                                                                              |  |  |
|                   | Estadísticas Walter Baxley 22 Maximiliano Maciel 7 Walter Baxley 5 | Pts Reb Asts | Estadísticas 11 Christian Schlopper 8 Ignacio Alessio 4 Franco Nicolás Balbi | Pabellón: Estadio Once Unidos Árbitros: * Fabricio Vito * Leonardo Zalazar * Leandro Lezcano |  |  |
| Serie: 1 - 2      |                                                                    |              |                                                                              |                                                                                              |  |  |
|                   |                                                                    |              |                                                                              |                                                                                              |  |  |

| 28 de mayo, 21:30 | Quilmes                                                      | 92–88        | Argentino                                                                   | Mar del Plata                                                                              |  |  |
|                   | Parciales: 25-17, 21-26, 21-19, 25-26                        |              |                                                                             |                                                                                            |  |  |
|                   | Estadísticas Walter Baxley 25 Diego Romero 6 Luis Cequeira 4 | Pts Reb Asts | Estadísticas 22 Juan Cangelosi 7 Cangelosi y Stewart 7 Franco Nicolás Balbi | Pabellón: Estadio Once Unidos Árbitros: * Fernando Sampietro * Roberto Smith * Ariel Rosas |  |  |
| Serie: 2 - 2      |                                                              |              |                                                                             |                                                                                            |  |  |
|                   |                                                              |              |                                                                             |                                                                                            |  |  |

| 31 de mayo, 19:30 | Argentino                                                    | 81–87        | Quilmes                                                           | Junín                                                                                      |  |  |
|                   | Parciales: 25-13, 19-27, 20-22, 17-25                        |              |                                                                   |                                                                                            |  |  |
|                   | Estadísticas Oscar Funes 22 Juan Cangelosi 7 Balbi y Funes 6 | Pts Reb Asts | Estadísticas 23 Walter Baxley 11 Diego Romero 4 Maciel y Cequeira | Pabellón: El Fortín de las Morochas Árbitros: * Pablo Estévez * Diego Rougier * Mario Aluz |  |  |
| Serie: 2 - 3      |                                                              |              |                                                                   |                                                                                            |  |  |
|                   |                                                              |              |                                                                   |                                                                                            |  |  |

Gimnasia Indalo - Boca Juniors
| 21 de mayo, 22:00 | Gimnasia Indalo                                                            | 70–62        | Boca Juniors                                                  | Comodoro Rivadavia                                                                           |  |  |
|                   | Parciales: 18-10, 18-14, 16-20, 18-18                                      |              |                                                               |                                                                                              |  |  |
|                   | Estadísticas Federico Aguerre 17 Sam Clancy Jr. 12 Nicolás De Los Santos 3 | Pts Reb Asts | Estadísticas 18 Carlos Sandes 9 Carlos Sandes 2 Carlos Sandes | Pabellón: Estadio Socios Fundadores Árbitros: * Pablo Estévez * Sergio Tarifeño * Mario Aluz |  |  |
| Serie: 1 - 0      |                                                                            |              |                                                               |                                                                                              |  |  |
|                   |                                                                            |              |                                                               |                                                                                              |  |  |

| 23 de mayo, 21:30 | Gimnasia Indalo                                                        | 62–64        | Boca Juniors                                               | Comodoro Rivadavia                                                                                |  |  |
|                   | Parciales: 18-26, 14-16, 10-7, 20-15                                   |              |                                                            |                                                                                                   |  |  |
|                   | Estadísticas Santiago Scala 19 Federico Aguerre 13 Leonel Schattmann 2 | Pts Reb Asts | Estadísticas 14 Isaac Sosa 8 Carlos Sandes 3 Carlos Sandes | Pabellón: Estadio Socios Fundadores Árbitros: * Daniel Rodrigo * Roberto Smith * Oscar Martinetto |  |  |
| Serie: 1 - 1      |                                                                        |              |                                                            |                                                                                                   |  |  |
|                   |                                                                        |              |                                                            |                                                                                                   |  |  |

| 26 de mayo, 20:00 | Boca Juniors                                                              | 77–68        | Gimnasia Indalo                                                         | Ciudad de Buenos Aires                                                                               |  |  |
|                   | Parciales: 13-22, 22-13, 17-17, 25-16                                     |              |                                                                         | |  |  |
|                   | Estadísticas Fabián Ramírez Barrios 18 Pedro Calderón 10 Lucas Faggiano 5 | Pts Reb Asts | Estadísticas 19 Leonel Schattmann 10 Sam Clancy Jr. 3 Leonel Schattmann | Pabellón: Microestadio Luis Conde Árbitros: * Alejandro Chiti * Alejandro Ramallo * Leonardo Mendoza |  |  |
| Serie: 2 - 1      |                                                                           |              |                                                                         | |  |  |
|                   |                                                                           |              |                                                                         | |  |  |

| 28 de mayo, 20:00 | Boca Juniors                                                                     | 73–92        | Gimnasia Indalo                                                          | Ciudad de Buenos Aires                                                                        |  |  |
|                   | Parciales: 13-17, 18-20, 23-18, 19-37                                            |              |                                                                          |                                                                                               |  |  |
|                   | Estadísticas Pedro Calderón 14 Fabián Ramírez Barrios 7 Fabián Ramírez Barrios 3 | Pts Reb Asts | Estadísticas 18 Santiago Scala 11 Sam Clancy Jr. 5 Nicolás De Los Santos | Pabellón: Microestadio Luis Conde Árbitros: * Juan Fernández * Oscar Brítez * Julio Dinamarca |  |  |
| Serie: 2 - 2      |                                                                                  |              |                                                                          |                                                                                               |  |  |
|                   |                                                                                  |              |                                                                          |                                                                                               |  |  |

| 31 de mayo, 21:30 | Gimnasia Indalo                       | 98–82 | Boca Juniors | Comodoro Rivadavia                                                                                    |  |  |
|                   | Parciales: 24-25, 27-13, 23-12, 24-32 |       |              | |  |  |
|                   |                                       |       |              | Pabellón: Estadio Socios Fundadores Árbitros: * Fernando Sampietro * Fabricio Vito * Leonardo Zalazar |  |  |
| Serie: 3 - 2      |                                       |       |              | |  |  |
|                   |                                       |       |              | |  |  |

Peñarol - Weber Bahía
| 21 de mayo, 20:00 | Peñarol                                                      | 89–72        | Weber Bahía                                                    | Mar del Plata                                                                                            |  |  |
|                   | Parciales: 13-11, 23-14, 19-30, 34-17                        |              |                                                                | |  |  |
|                   | Estadísticas Fabián Sahdi 18 Alejandro Diez 6 Fabián Sahdi 4 | Pts Reb Asts | Estadísticas 15 Trevor Gaskins 8 Trevor Gaskins 2 Mariano Byró | Pabellón: Polideportivo Islas Malvinas Árbitros: * Daniel Rodrigo * Leonardo Mendoza * Cristian Salguero |  |  |
| Serie: 1 - 0      |                                                              |              |                                                                | |  |  |
|                   |                                                              |              |                                                                | |  |  |

| 23 de mayo, 20:00 | Peñarol                                                                 | 79–72        | Weber Bahía                                                           | Mar del Plata                                                                                   |  |  |
|                   | Parciales: 16-17, 13-20, 26-15, 24-20                                   |              |                                                                       |                                                                                                 |  |  |
|                   | Estadísticas Luciano Massarelli 18 Franco Giorgetti 13 Alejandro Diez 3 | Pts Reb Asts | Estadísticas 11 Redivo, Rasio y Jasen 11 Jamaal Levy 4 Trevor Gaskins | Pabellón: Polideportivo Islas Malvinas Árbitros: * Diego Rougier * Julio Dinamarca * Pedro Hoyo |  |  |
| Serie: 2 - 0      |                                                                         |              |                                                                       |                                                                                                 |  |  |
|                   |                                                                         |              |                                                                       |                                                                                                 |  |  |

| 26 de mayo, 21:00 | Weber Bahía                                                   | 88–79        | Peñarol                                                      | Bahía Blanca                                                                                    |  |  |
|                   | Parciales: 9-13, 29-26, 21-15, 29-25                          |              |                                                              |                                                                                                 |  |  |
|                   | Estadísticas Trevor Gaskins 28 Jamaal Levy 6 Trevor Gaskins 4 | Pts Reb Asts | Estadísticas 27 Alejandro Diez 8 Martín Leiva 5 Fabián Sahdi | Pabellón: Estadio Osvaldo Casanova Árbitros: * Pablo Estévez * Roberto Smith * Oscar Martinetto |  |  |
| Serie: 1 - 2      |                                                               |              |                                                              |                                                                                                 |  |  |
|                   |                                                               |              |                                                              |                                                                                                 |  |  |

| 28 de mayo, 21:00 | Weber Bahía                                                   | 84–71        | Peñarol                                                                 | Bahía Blanca                                                                                      |  |  |
|                   | Parciales: 20-27, 21-13, 25-17, 18-14                         |              |                                                                         |                                                                                                   |  |  |
|                   | Estadísticas Lisandro Rasio 20 Jamaal Levy 8 Lisandro Rasio 4 | Pts Reb Asts | Estadísticas 13 Fabián Sahdi 9 Leonardo Gutiérrez 4 Alejandro Konsztadt | Pabellón: Estadio Osvaldo Casanova Árbitros: * Fabricio Vito * Rodrigo Castillo * Leandro Lezcano |  |  |
| Serie: 2 - 2      |                                                               |              |                                                                         |                                                                                                   |  |  |
|                   |                                                               |              |                                                                         |                                                                                                   |  |  |

| 31 de mayo, 21:30 | Peñarol                                                              | 69–67        | Weber Bahía                                                   | Mar del Plata                                        |  |  |
|                   | Parciales: 15-27, 20-15, 12-11, 22-14                                |              |                                                               |                                                      |  |  |
|                   | Estadísticas Martín Osimani 15 Leonardo Gutiérrez 8 Martín Osimani 4 | Pts Reb Asts | Estadísticas 19 Jamaal Levy 13 Jamaal Levy 4 Gaskins y Whelan | Pabellón: Polideportivo Islas Malvinas Árbitros: * * |  |  |
| Serie: 3 - 2      |                                                                      |              |                                                               |                                                      |  |  |
|                   |                                                                      |              |                                                               |                                                      |  |  |

### Semifinales de conferencia

#### Conferencia norte
Quimsa - Atenas
| 3 de junio, 21:00 | Quimsa                                                         | 97–84        | Atenas                                                                 | Santiago del Estero                                                                        |  |  |
|                   | Parciales: 26-17, 24-16, 26-30, 21-21                          |              |                                                                        |                                                                                            |  |  |
|                   | Estadísticas Gabriel Deck 26 Gabriel Deck 12 Nicolás Aguirre 8 | Pts Reb Asts | Estadísticas 21 Diego Lo Grippo 8 Damián Filloy 3 Lo Grippo y González | Pabellón: Estadio Ciudad Árbitros: * Alejandro Ramallo * Reodrigo Castillo * Silvio Guzmán |  |  |
| Serie: 1 - 0      |                                                                |              |                                                                        |                                                                                            |  |  |
|                   |                                                                |              |                                                                        |                                                                                            |  |  |

| 5 de junio, 22:00 | Quimsa                                                              | 84–80        | Atenas                                                                  | Santiago del Estero                                                                |  |  |
|                   | Parciales: 11-22, 19-18, 19-19, 35-21                               |              |                                                                         |                                                                                    |  |  |
|                   | Estadísticas Lucas Pérez Naim 19 Robert Battle 17 Nicolás Aguirre 7 | Pts Reb Asts | Estadísticas 23 Juan Manuel Torres 9 Juan Manuel Torres 5 Bruno Lábaque | Pabellón: Estadio Ciudad Árbitros: * Daniel Rodrigo * Roberto Smith * Jorge Chávez |  |  |
| Serie: 2 - 0      |                                                                     |              |                                                                         |                                                                                    |  |  |
|                   |                                                                     |              |                                                                         |                                                                                    |  |  |

| 8 de junio, 22:10 | Atenas                                                               | 67–65        | Quimsa                                                           | Córdoba                                                                                                  |  |  |
|                   | Parciales: 12-19, 17-16, 25-11, 13-19                                |              |                                                                  | |  |  |
|                   | Estadísticas Diego Lo Grippo 15 Juan Manuel Torres 7 Bruno Lábaque 3 | Pts Reb Asts | Estadísticas 24 Robert Battle 9 Robert Battle 3 Lucas Pérez Naim | Pabellón: Polideportivo Carlos Cerutti Árbitros: * Pablo Estévez * Fernando Sampietro * Leonardo Mendoza |  |  |
| Serie: 1 - 2      |                                                                      |              |                                                                  | |  |  |
|                   |                                                                      |              |                                                                  | |  |  |

| 10 de junio, 21:30 | Atenas                                                            | 74–75        | Quimsa                                                         | Córdoba                                                                                            |  |  |
|                    | Parciales: 13-21, 15-12, 22-21, 24-21                             |              |                                                                | |  |  |
|                    | Estadísticas Bruno Lábaque 15 González y Torres 5 Bruno Lábaque 5 | Pts Reb Asts | Estadísticas 15 Robert Battle 11 Robert Battle 4 Robert Battle | Pabellón: Polideportivo Carlos Cerutti Árbitros: * Fabricio Vito * Diego Rougier * Julio Dinamarca |  |  |
| Serie: 1 - 3       |                                                                   |              |                                                                | |  |  |
|                    |                                                                   |              |                                                                | |  |  |

San Martín (Corrientes) - La Unión de Formosa
| 3 de junio, 21:30 | San Martín (C)                                                 | 75–74        | La Unión de Formosa                                                     | Corrientes                                                                                      |  |  |
|                   | Parciales: 13-26, 20-15, 19-25, 23-8                           |              |                                                                         |                                                                                                 |  |  |
|                   | Estadísticas Jeremiah Wood 27 Jeremiah Wood 15 Jeremiah Wood 5 | Pts Reb Asts | Estadísticas 19 Tauvarus Frazier 8 McGowan y Martínez 5 Javier Martínez | Pabellón: Estadio Raúl Argentino Ortíz Árbitros: * Fabricio Vito * Roberto Smith * Oscar Brítez |  |  |
| Serie: 1 - 0      |                                                                |              |                                                                         |                                                                                                 |  |  |
|                   |                                                                |              |                                                                         |                                                                                                 |  |  |

| 5 de junio, 21:00 | San Martín (C)                                                    | 89–82        | La Unión de Formosa                                                | Corrientes                                                                                            |  |  |
|                   | Parciales: 19-24, 21-14, 23-23, 26-21                             |              |                                                                    | |  |  |
|                   | Estadísticas Jeremiah Wood 22 Jeremiah Wood 15 Wood y Ciorciari 3 | Pts Reb Asts | Estadísticas 23 Javier Martínez 9 Facundo Piñero 7 Javier Martínez | Pabellón: Estadio Raúl Argentino Ortíz Árbitros: * Fernando Sampietro * Diego Rougier * Silvio Guzmán |  |  |
| Serie: 2 - 0      |                                                                   |              |                                                                    | |  |  |
|                   |                                                                   |              |                                                                    | |  |  |

| 8 de junio, 22:00 | La Unión de Formosa                                                   | 84–75        | San Martín (C)                                                    | Fomosa                                                                                       |  |  |
|                   | Parciales: 20-20, 20-16, 21-21, 23-18                                 |              |                                                                   |                                                                                              |  |  |
|                   | Estadísticas Winsome Frazier 26 Martínez y Piñero 8 Javier Martínez 9 | Pts Reb Asts | Estadísticas 29 Jeremiah Wood 13 Jeremiah Wood 2 Wood y Ciorciari | Pabellón: Estadio Cincuentenario Árbitros: * Alejandro Chiti * Juan Fernández * Jorge Chávez |  |  |
| Serie: 1 - 2      |                                                                       |              |                                                                   |                                                                                              |  |  |
|                   |                                                                       |              |                                                                   |                                                                                              |  |  |

| 10 de junio, 22:00 | La Unión de Formosa                                                | 96–94        | San Martín (C)                                                  | Fomosa                                                                                          |  |  |
|                    | Parciales: 25-20, 26-29, 23-23, 22-22                              |              |                                                                 |                                                                                                 |  |  |
|                    | Estadísticas Javier Martínez 23 Facundo Piñero 7 Javier Martínez 4 | Pts Reb Asts | Estadísticas 19 Matías Lescano 12 Jeremiah Wood 5 Jeremiah Wood | Pabellón: Estadio Cincuentenario Árbitros: * Pablo Estévez * Sergio Tarifeño * Oscar Martinetto |  |  |
| Serie: 2 - 2       |                                                                    |              |                                                                 |                                                                                                 |  |  |
|                    |                                                                    |              |                                                                 |                                                                                                 |  |  |

| 13 de junio, 21:00 | San Martín (C)                                                  | 93–78        | La Unión de Formosa                                                | Corrientes                                                                                           |  |  |
|                    | Parciales: 29-13, 15-18, 25-22, 24-25                           |              |                                                                    | |  |  |
|                    | Estadísticas Miguel Gerlero 23 Jeremiah Wood 18 Jeremiah Wood 5 | Pts Reb Asts | Estadísticas 31 Winsome Frazier 7 Facundo Piñero 5 Winsome Frazier | Pabellón: Estadio Raúl Argentino Ortíz Árbitros: * Daniel Rodrigo * Diego Rougier * Rodrigo Castillo |  |  |
| Serie: 3 - 2       |                                                                 |              |                                                                    | |  |  |
|                    |                                                                 |              |                                                                    | |  |  |

#### Conferencia sur
Obras Sanitarias - Quilmes
| 4 de junio, 21:00 | Obras Sanitarias                                                      | 91–78        | Quilmes                                                     | Buenos Aires                                                                                      |  |  |
|                   | Parciales: 12-17, 25-16, 21-29, 33-16                                 |              |                                                             |                                                                                                   |  |  |
|                   | Estadísticas Tomás Zanzottera 20 Delía y Basualdo 6 Bruno Fitipaldo 4 | Pts Reb Asts | Estadísticas 20 Luca Vildoza 5 Luis Cequeira 2 Luca Vildoza | Pabellón: Estadio Obras Sanitarias Árbitros: * Alejandro Chiti * Alejandro Ramallo * Fabio Alaníz |  |  |
| Serie: 1 - 0      |                                                                       |              |                                                             |                                                                                                   |  |  |
|                   |                                                                       |              |                                                             |                                                                                                   |  |  |

| 6 de junio, 20:30 | Obras Sanitarias                                              | 76–82        | Quilmes                                                               | Buenos Aires                                                                                      |  |  |
|                   | Parciales: 18-13, 17-14, 12-22, 20-18 (T.E.: 9-15)            |              |                                                                       |                                                                                                   |  |  |
|                   | Estadísticas Selem Safar 24 Marcos Delía 13 Bruno Fitipaldo 3 | Pts Reb Asts | Estadísticas 18 Luis Cequeira 12 Ivory James Clark 2 Ortíz y Cequeira | Pabellón: Estadio Obras Sanitarias Árbitros: * Fabricio Vito * Leonardo Zalazar * Julio Dinamarca |  |  |
| Serie: 1 - 1      |                                                               |              |                                                                       |                                                                                                   |  |  |
|                   |                                                               |              |                                                                       |                                                                                                   |  |  |

| 10 de junio, 21:00 | Quilmes                                                             | 93–94        | Obras Sanitarias                                               | Mar del Plata                                                                                |  |  |
|                    | Parciales: 23-18, 9-23, 30-27, 31-26                                |              |                                                                |                                                                                              |  |  |
|                    | Estadísticas Walter Baxley 27 Tayavek Gallizzi 11 Maciel y Baxley 5 | Pts Reb Asts | Estadísticas 22 Selem Safar 7 Ramón Clemente 5 Bruno Fitipaldo | Pabellón: Estadio Once Unidos Árbitros: * Fernando Sampietro * Juan Fernández * Oscar Brítez |  |  |
| Serie: 1 - 2       |                                                                     |              |                                                                |                                                                                              |  |  |
|                    |                                                                     |              |                                                                |                                                                                              |  |  |

| 12 de junio, 21:30 | Quilmes                                                            | 65–62        | Obras Sanitarias                                                       | Mar del Plata                                                                               |  |  |
|                    | Parciales: 18-13, 13-12, 13-21, 21-16                              |              |                                                                        |                                                                                             |  |  |
|                    | Estadísticas Walter Baxley 21 Maximiliano Maciel 9 Walter Baxley 4 | Pts Reb Asts | Estadísticas 13 Fitipaldo y Aguiar 10 Ramón Clemente 5 Mauricio Aguiar | Pabellón: Estadio Once Unidos Árbitros: * Daniel Rodrigo * Diego Rougier * Rodrigo Castillo |  |  |
| Serie: 2 - 2       |                                                                    |              |                                                                        |                                                                                             |  |  |
|                    |                                                                    |              |                                                                        |                                                                                             |  |  |

| 15 de junio, 20:30 | Obras Sanitarias                                                    | 95–97        | Quilmes                                                                 | Buenos Aires                                                                                      |  |  |
|                    | Parciales: 22-19, 17-17, 17-18, 16-18 (T.E.: 12-12, 11-13)          |              |                                                                         |                                                                                                   |  |  |
|                    | Estadísticas Mauricio Aguiar 23 Ramón Clemente 11 Bruno Fitipaldo 6 | Pts Reb Asts | Estadísticas 20 Luis Cequeira 7 Vildoza, Clark y Romero 4 Luis Cequeira | Pabellón: Estadio Obras Sanitarias Árbitros: * Pablo Estévez * Alejandro Chiti * Leonardo Mendoza |  |  |
| Serie: 2 - 3       |                                                                     |              |                                                                         |                                                                                                   |  |  |
|                    |                                                                     |              |                                                                         |                                                                                                   |  |  |

Gimnasia Indalo - Peñarol
| 4 de junio, 21:30 | Gimnasia Indalo                                                            | 73–79        | Peñarol                                                             | Comodoro Rivadavia                                                                           |  |  |
|                   | Parciales: 17-22, 21-24, 14-14, 21-19                                      |              |                                                                     |                                                                                              |  |  |
|                   | Estadísticas Sam Clancy, Jr. 22 Sam Clancy, Jr. 12 Nicolás De Los Santos 3 | Pts Reb Asts | Estadísticas 32 Martín Osimani 6 Sahdi y Gutiérrez 3 Martín Osimani | Pabellón: Estadio Socios Fundadores Árbitros: * Diego Rougier * Sergio Tarifeño * Mario Aluz |  |  |
| Serie: 0 - 1      |                                                                            |              |                                                                     |                                                                                              |  |  |
|                   |                                                                            |              |                                                                     |                                                                                              |  |  |

| 6 de junio, 21:30 | Gimnasia Indalo                                                    | 77–60        | Peñarol                                                               | Comodoro Rivadavia                                                                              |  |  |
|                   | Parciales: 17-10, 24-15, 17-17, 19-18                              |              |                                                                       |                                                                                                 |  |  |
|                   | Estadísticas Sam Clancy Jr. 21 Clancy y Cavaco 10 Scala y Cavaco 3 | Pts Reb Asts | Estadísticas 12 Alejandro Diez 6 Alejandro Diez 3 Alejandro Konsztadt | Pabellón: Estadio Socios Fundadores Árbitros: * Pablo Estévez * Leonardo Mendoza * Fabio Alaníz |  |  |
| Serie: 1 - 1      |                                                                    |              |                                                                       |                                                                                                 |  |  |
|                   |                                                                    |              |                                                                       |                                                                                                 |  |  |

| 9 de junio, 21:00 | Peñarol                                                                     | 86–89        | Gimnasia Indalo                                                                 | Mar del Plata                                                                                        |  |  |
|                   | Parciales: 29-23, 12-13, 21-25, 24-28                                       |              |                                                                                 | |  |  |
|                   | Estadísticas Leonardo Gutiérrez 29 Franco Giorgetti 7 Osimani y Konsztadt 3 | Pts Reb Asts | Estadísticas 27 Nicolás De Los Santos 12 Sam Clancy Jr. 5 Nicolás De Los Santos | Pabellón: Polideportivo Islas Malvinas Árbitros: * Daniel Rodrigo * Roberto Smith * Rodrigo Castillo |  |  |
| Serie: 1 - 2      |                                                                             |              |                                                                                 | |  |  |
|                   |                                                                             |              |                                                                                 | |  |  |

| 11 de junio, 21:00 | Peñarol                                                                 | 63–74        | Gimnasia Indalo                                                    | Mar del Plata                                                                                         |  |  |
|                    | Parciales: 22-18, 9-19, 15-18, 17-19                                    |              |                                                                    | |  |  |
|                    | Estadísticas Leonardo Gutiérrez 22 Martín Leiva 10 Leonardo Gutiérrez 4 | Pts Reb Asts | Estadísticas 20 Leonel Schattmann 15 Sam Clancy Jr. 3 Diego Cavaco | Pabellón: Polideportivo Islas Malvinas Árbitros: * Alejandro Chiti * Alejandro Ramallo * Oscar Brítez |  |  |
| Serie: 1 - 3       |                                                                         |              |                                                                    | |  |  |
|                    |                                                                         |              |                                                                    | |  |  |

### Finales de conferencia

#### Conferencia norte
Quimsa - San Martín (Corrientes)
| 17 de junio, 21:00 | Quimsa                                                                    | 91–87        | San Martín (C)                                                 | Santiago del Estero                                                                     |  |  |
|                    | Parciales: 24-22, 25-20, 16-22, 26-23                                     |              |                                                                |                                                                                         |  |  |
|                    | Estadísticas Sebastián Ernesto Vega 21 Robert Battle 9 Lucas Pérez Naim 6 | Pts Reb Asts | Estadísticas 24 John De Groat 13 Jeremiah Wood 2 Jeremiah Wood | Pabellón: Estadio Ciudad Árbitros: * Alejandro Chiti * Roberto Smith * Leonardo Zalazar |  |  |
| Serie: 1 - 0       |                                                                           |              |                                                                |                                                                                         |  |  |
|                    |                                                                           |              |                                                                |                                                                                         |  |  |

| 19 de junio, 22:00 | Quimsa                                                                 | 89–62        | San Martín (C)                                                      | Santiago del Estero                                                                 |  |  |
|                    | Parciales: 22-17, 24-15, 28-12, 15-18                                  |              |                                                                     |                                                                                     |  |  |
|                    | Estadísticas Diego Damián García 14 Robert Battle 12 Nicolás Aguirre 6 | Pts Reb Asts | Estadísticas 12 Mateo Bolívar 13 Jeremiah Wood 2 Iglesias y Lescano | Pabellón: Estadio Ciudad Árbitros: * Pablo Estévez * Daniel Rodrigo * Silvio Guzmán |  |  |
| Serie: 2 - 0       |                                                                        |              |                                                                     |                                                                                     |  |  |
|                    |                                                                        |              |                                                                     |                                                                                     |  |  |

| 22 de junio, 21:30 | San Martín (C)                                                  | 76–62        | Quimsa                                                                       | Corrientes                                                                                               |  |  |
|                    | Parciales: 23-13, 16-24, 20-15, 17-10                           |              |                                                                              | |  |  |
|                    | Estadísticas John De Groat 21 Jeremiah Wood 16 Matías Lescano 5 | Pts Reb Asts | Estadísticas 21 Diego García 12 Chaz Crawford 2 Pérez Naim, Fernández y Deck | Pabellón: Estadio Raúl Argentino Ortíz Árbitros: * Fernando Sampietro * Diego Rougier * Rodrigo Castillo |  |  |
| Serie: 1 - 2       |                                                                 |              |                                                                              | |  |  |
|                    |                                                                 |              |                                                                              | |  |  |

| 24 de junio, 20:30 | San Martín (C)                                                  | 65–75        | Quimsa                                                          | Corrientes                                                                                              |  |  |
|                    | Parciales: 18-9, 9-20, 28-21, 28-21                             |              |                                                                 | |  |  |
|                    | Estadísticas John De Groat 26 Jeremiah Wood 11 Matías Lescano 6 | Pts Reb Asts | Estadísticas 18 Robert Battle 9 Robert Battle 4 Nicolás Aguirre | Pabellón: Estadio Raúl Argentino Ortíz Árbitros: * Alejandro Chiti * Juan José Fernández * Oscar Brítez |  |  |
| Serie: 1 - 3       |                                                                 |              |                                                                 | |  |  |
|                    |                                                                 |              |                                                                 | |  |  |

#### Conferencia sur
Gimnasia Indalo - Quilmes
| 18 de junio, 21:30 | Gimnasia Indalo                                                    | 87–69        | Quilmes                                                           | Comodoro Rivadavia                                                                                    |  |  |
|                    | Parciales: 23-16, 20-15, 20-16, 24-22                              |              |                                                                   | |  |  |
|                    | Estadísticas Federico Aguerre 36 Sam Clancy Jr. 8 Santiago Scala 8 | Pts Reb Asts | Estadísticas 15 Diego Romero 7 Tayavek Gallizi 2 Cequeira y Marín | Pabellón: Estadio Socios Fundadores Árbitros: * Fernando Sampietro * Fabricio Vito * Rodrigo Castillo |  |  |
| Serie: 1 - 0       |                                                                    |              |                                                                   | |  |  |
|                    |                                                                    |              |                                                                   | |  |  |

| 20 de junio, 21:30 | Gimnasia Indalo                                                        | 67–60        | Quilmes                                                   | Comodoro Rivadavia                                                                                     |  |  |
|                    | Parciales: 12-9, 19-13, 13-18, 23-20                                   |              |                                                           | |  |  |
|                    | Estadísticas Federico Aguerre 18 Sam Clancy Jr. 16 Leonel Schattmann 3 | Pts Reb Asts | Estadísticas 18 Luca Vildoza 7 Ivory James 2 Luca Vildoza | Pabellón: Estadio Socios Fundadores Árbitros: * Juan José Fernández * Diego Rougier * Leonardo Zalazar |  |  |
| Serie: 2 - 0       |                                                                        |              |                                                           | |  |  |
|                    |                                                                        |              |                                                           | |  |  |

| 23 de junio, 21:00 | Quilmes                                                        | 59–68        | Gimnasia Indalo                                                          | Mar del Plata                                                                              |  |  |
|                    | Parciales: 12-11, 18-20, 17-17, 12-20                          |              |                                                                          |                                                                                            |  |  |
|                    | Estadísticas Walter Baxley 17 James y Baxley 7 Walter Baxley 3 | Pts Reb Asts | Estadísticas 18 Santiago Scala 10 Sam Clancy Jr. 4 Nicolás De Los Santos | Pabellón: Estadio Once Unidos Árbitros: * Alejandro Chiti * Daniel Rodrigo * Roberto Smith |  |  |
| Serie: 0 - 3       |                                                                |              |                                                                          |                                                                                            |  |  |
|                    |                                                                |              |                                                                          |                                                                                            |  |  |

### Final nacional
Quimsa - Gimnasia Indalo
| 2 de julio, 22:00 | Quimsa                                                           | 70–54                | Gimnasia Indalo                                                                        | Santiago del Estero                                                                    |  |  |
|                   | Parciales: 21-11, 16-8, 14-21, 19-14                             |                      |                                                                                        |                                                                                        |  |  |
|                   | Estadísticas Robert Battle 14 Robert Battle 12 Nicolás Aguirre 5 | Reporte Pts Reb Asts | Estadísticas 14 Nicolás De Los Santos 10 Aguerre y Clancy 4 De Los Santos y Schattmann | Pabellón: Estadio Ciudad Árbitros: * Pablo Estévez * Daniel Rodrigo * Leonardo Zalazar |  |  |
| Serie: 1 - 0      |                                                                  |                      |                                                                                        |                                                                                        |  |  |
|                   |                                                                  |                      |                                                                                        |                                                                                        |  |  |

| 4 de julio, 22:00 | Quimsa                                                                              | 92–69                | Gimnasia Indalo                                                  | Santiago del Estero                                                                    |  |  |
|                   | Parciales: 25-13, 23-15, 20-20, 24-21                                               |                      |                                                                  |                                                                                        |  |  |
|                   | Estadísticas García, Aguirre y Battle 20 Robert Battle 15 Gustavo Nicolás Aguirre 7 | Reporte Pts Reb Asts | Estadísticas 15 Santiago Scala 8 Sam Clancy Jr. 4 Santiago Scala | Pabellón: Estadio Ciudad Árbitros: * Fernando Sampietro * Diego Rougier * Oscar Brítez |  |  |
| Serie: 2 - 0      |                                                                                     |                      |                                                                  |                                                                                        |  |  |
|                   |                                                                                     |                      |                                                                  |                                                                                        |  |  |

| 7 de julio, 21:00 | Gimnasia Indalo                                                             | 76–70                | Quimsa                                                        | Comodoro Rivadavia                                                                               |  |  |
|                   | Parciales: 9-14, 14-10, 25-17, 13-7 (T.E.: 13-7)                            |                      |                                                               |                                                                                                  |  |  |
|                   | Estadísticas Leonel Schattmann 32 Sam Clancy Jr. 18 Nicolás De Los Santos 4 | Reporte Pts Reb Asts | Estadísticas 17 Gabriel Deck 12 Robert Battle 2 Robert Battle | Pabellón: Estadio Socios Fundadores Árbitros: * Alejandro Chiti * Juan Fernández * Roberto Smith |  |  |
| Serie: 1 - 2      |                                                                             |                      |                                                               |                                                                                                  |  |  |
|                   |                                                                             |                      |                                                               |                                                                                                  |  |  |

| 9 de julio, 21:00 | Gimnasia Indalo                                                             | 81–75                | Quimsa                                                            | Comodoro Rivadavia                                                                               |  |  |
|                   | Parciales: 19-17, 18-15, 21-14, 23-29                                       |                      |                                                                   |                                                                                                  |  |  |
|                   | Estadísticas Leonel Schattmann 24 Sam Clancy Jr. 12 Nicolás De Los Santos 5 | Reporte Pts Reb Asts | Estadísticas 22 Robert Battle 7 Nicolás Aguirre 2 Nicolás Aguirre | Pabellón: Estadio Socios Fundadores Árbitros: * Pablo Estévez * Fabricio Vito * Leonardo Zalazar |  |  |
| Serie: 2 - 2      |                                                                             |                      |                                                                   |                                                                                                  |  |  |
|                   |                                                                             |                      |                                                                   |                                                                                                  |  |  |

| 12 de julio, 21:30 | Quimsa                                                          | 82–70                | Gimnasia Indalo                                                     | Santiago del Estero                                                                |  |  |
|                    | Parciales: 23-19, 17-12, 23-23, 19-16                           |                      |                                                                     |                                                                                    |  |  |
|                    | Estadísticas Robert Battle 18 Robert Battle 7 Nicolás Aguirre 7 | Reporte Pts Reb Asts | Estadísticas 17 Santiago Scala 11 Federico Aguerre 3 Santiago Scala | Pabellón: Estadio Ciudad Árbitros: * Daniel Rodrigo * Diego Rougier * Oscar Brítez |  |  |
| Serie: 3 - 2       |                                                                 |                      |                                                                     |                                                                                    |  |  |
|                    |                                                                 |                      |                                                                     |                                                                                    |  |  |

| 15 de julio, 21:00 | Gimnasia Indalo                                                        | 68–70                | Quimsa                                                                 | Comodoro Rivadavia                                                                                   |  |  |
|                    | Parciales: 23-17, 16-20, 18-17, 11-16                                  |                      |                                                                        | |  |  |
|                    | Estadísticas Leonel Schattmann 20 Federico Aguerre 16 Sam Clancy Jr. 4 | Reporte Pts Reb Asts | Estadísticas 14 Diego Damián García 8 Robert Battle 3 Lucas Pérez Naim | Pabellón: Estadio Socios Fundadores Árbitros: * Pablo Estévez * Alejandro Chiti * Fernando Sampietro |  |  |
| Serie: 2 - 4       |                                                                        |                      |                                                                        | |  |  |
|                    |                                                                        |                      |                                                                        | |  |  |

## Posiciones finales
| Posiciones finales | Posiciones finales      | Posiciones finales | Posiciones finales | Posiciones finales | Posiciones finales | Posiciones finales | Posiciones finales | Posiciones finales | Posiciones finales |
| Equipo             | Equipo                  | Pts                | Prom               | PJ                 | PG                 | PP                 | TF                 | TC                 | Dif                |
| ------------------ | ----------------------- | ------------------ | ------------------ | ------------------ | ------------------ | ------------------ | ------------------ | ------------------ | ------------------ |
| 1.º                | Quimsa (C)              | 125                | 81.1               | 69                 | 56                 | 13                 | 5721               | 4981               | 740                |
| 2.º                | Regatas Corrientes      | 94                 | 67.8               | 56                 | 38                 | 18                 | 4476               | 4159               | 317                |
| 3.º                | Obras Sanitarias        | 99                 | 65.0               | 60                 | 39                 | 21                 | 4849               | 4563               | 286                |
| 4.º                | Gimnasia Indalo         | 113                | 61.4               | 70                 | 43                 | 27                 | 5470               | 5167               | 303                |
| 5.º                | San Martín (Corrientes) | 103                | 58.4               | 65                 | 38                 | 27                 | 5209               | 5210               | -1                 |
| 6.º                | Atenas                  | 95                 | 58.3               | 60                 | 35                 | 25                 | 4768               | 4651               | 117                |
| 7.º                | Peñarol                 | 95                 | 55.7               | 61                 | 34                 | 27                 | 4886               | 4747               | 139                |
| 8.º                | Quilmes                 | 96                 | 47.7               | 65                 | 31                 | 34                 | 5119               | 5186               | -67                |
| 9.º                | Argentino               | 84                 | 47.3               | 57                 | 27                 | 30                 | 4582               | 4855               | -273               |
| 10.º               | Weber Bahía             | 83                 | 45.6               | 57                 | 26                 | 31                 | 4400               | 4470               | -470               |
| 11.º               | La Unión de Formosa     | 88                 | 44.2               | 61                 | 27                 | 34                 | 5008               | 5149               | -141               |
| 12.º               | Estudiantes Concordia   | 80                 | 42.8               | 56                 | 24                 | 32                 | 4211               | 4274               | -63                |
| 13.º               | Ciclista Olímpico       | 80                 | 42.8               | 56                 | 24                 | 32                 | 4502               | 4609               | -107               |
| 14.º               | Boca Juniors            | 80                 | 40.3               | 57                 | 23                 | 34                 | 4377               | 4510               | -133               |
| 15.º               | Libertad (Sunchales)    | 71                 | 36.3               | 55                 | 20                 | 35                 | 4445               | 4604               | -159               |
| 16.º               | Sionista                | 76                 | 36.2               | 58                 | 21                 | 37                 | 4295               | 4539               | -244               |
| 17.º               | Lanús                   | 70                 | 34.5               | 55                 | 18                 | 37                 | 4431               | 4738               | -307               |
| 18.º               | Ciclista Juninense      | 72                 | 24.1               | 58                 | 14                 | 44                 | 4305               | 4833               | -528               |

| (C): | Campeón                                             |
|      | Clasificados a la Liga de las Américas 2016.        |
|      | Clasificados a la Liga Sudamericana de Clubes 2015. |

## Clasificación a competencias internacionales

### Liga de las Américas
| Quimsa Campeón en la LNB Campeón conferencia Norte Campeón del Súper 8 | Gimnasia Indalo Subcampeón en la LNB Campeón conferencia Sur |

### Liga Sudamericana de Clubes
| San Martín (Corrientes) Subcampeón conferencia Norte | Quilmes Subcampeón conferencia Sur | Obras Sanitarias Mejor ubicado no clasificado a competencia alguna |

## Estadísticas individuales
Al cabo de la primera fase.
| Nicolás Romano  | Lanús           | 18 | 658:30 | 417 | 23.2 |
| Walter Baxley   | Quilmes         | 18 | 604:41 | 340 | 18.9 |
| Reynaldo García | Estudiantes (C) | 17 | 553:35 | 314 | 18.5 |
| Diego García    | Quimsa          | 18 | 507:38 | 309 | 18.5 |
| Phillip Douglas | Sionista        | 18 | 593:29 | 301 | 16.7 |

| Rebotes conseguidos | Rebotes conseguidos | Rebotes conseguidos | Rebotes conseguidos | Rebotes conseguidos | Rebotes conseguidos | Rebotes conseguidos | Rebotes conseguidos | Rebotes conseguidos |
| Jugador             | Equipo              | PJ                  | min                 | Of                  | De                  | %O                  | %D                  |                     |
| ------------------- | ------------------- | ------------------- | ------------------- | ------------------- | ------------------- | ------------------- | ------------------- | ------------------- |
| Sam Clancy Jr.      | Gimnasia Indalo     | 17                  | 561:10              | 52                  | 158                 | 3.1                 | 9.3                 |                     |
| Lisandro Rasio      | Weber Bahía         | 18                  | 544:36              | 54                  | 136                 | 3.0                 | 7.6                 |                     |
| Lee Roberts         | Ciclista Olímpico   | 18                  | 584:40              | 47                  | 129                 | 2.6                 | 7.2                 |                     |
| Phillip Douglas     | Sionista            | 18                  | 593:29              | 64                  | 104                 | 3.6                 | 5.8                 |                     |
| Nicolás Romano      | Lanús               | 18                  | 658:30              | 31                  | 131                 | 1.7                 | 7.3                 |                     |

| Franco Balbi    | Argentino           | 18 | 553:25 | 101 | 5.6 |
| Hopson Phillip  | Regatas (C)         | 18 | 527:56 | 99  | 5.5 |
| Javier Martínez | La Unión de Formosa | 15 | 456:19 | 98  | 6.5 |
| Nicolás Aguirre | Quimsa              | 18 | 520:31 | 81  | 4.5 |
| Juan Brussino   | Ciclista Olímpico   | 18 | 521:15 | 78  | 4.2 |

Al cabo de la fase regular.
| Watler Baxley   | Quilmes           | 51 | 1715:41 | 1080 | 21.2 |
| Nicolás Romano  | Lanús             | 44 | 1541:58 | 887  | 20.2 |
| Lee Roberts     | Ciclista Olímpico | 51 | 1673:12 | 877  | 17.2 |
| Phillip Douglas | Sionista          | 52 | 1611:46 | 860  | 16.5 |
| John De Groat   | San Martín (C)    | 48 | 1441:23 | 845  | 17.6 |

| Rebotes conseguidos | Rebotes conseguidos | Rebotes conseguidos | Rebotes conseguidos | Rebotes conseguidos | Rebotes conseguidos | Rebotes conseguidos | Rebotes conseguidos | Rebotes conseguidos |
| Jugador             | Equipo              | PJ                  | min                 | Of                  | De                  | %O                  | %D                  |                     |
| ------------------- | ------------------- | ------------------- | ------------------- | ------------------- | ------------------- | ------------------- | ------------------- | ------------------- |
| Lee Roberts         | Ciclista Olímpico   | 51                  | 1673:12             | 133                 | 390                 | 7.6                 | 2.6                 |                     |
| Sam Clancy Jr.      | Gimnasia Indalo     | 45                  | 1392:32             | 122                 | 387                 | 8.6                 | 2.7                 |                     |
| Phillip Douglas     | Sionista            | 52                  | 1611:46             | 180                 | 312                 | 3.5                 | 6.0                 |                     |
| Lisandro Rasio      | Weber Bahía         | 52                  | 1399:28             | 136                 | 305                 | 2.6                 | 5.9                 |                     |
| Ramón Clemente      | Obras Sanitarias    | 52                  | 1396:22             | 142                 | 271                 | 2.7                 | 5.2                 |                     |

| Phillip Hopson  | Regatas Corrientes  | 50 | 1484:04 | 295 | 5.9 |
| Franco Balbi    | Argentino (J)       | 49 | 1455:27 | 270 | 5.5 |
| Nicolás Aguirre | Quimsa              | 51 | 1387:36 | 230 | 4.5 |
| Javier Martínez | La Unión de Formosa | 46 | 1388:41 | 230 | 5.0 |
| Bruno Lábaque   | Atenas              | 39 | 1161:16 | 216 | 5.5 |

## Premios
| - MVP de la temporada - Nicolás Aguirre (Quimsa) - MVP de las Finales de la LNB - Robert Battle (Quimsa) - Mejor árbitro - Fernando Sampietro - Revelación/debutante - Juan Pablo Vaulet (Weber Bahía) | - Jugador de Mayor Progreso - Gabriel Deck (Quimsa) - Mejor Sexto Hombre - Santiago Scala (Gimnasia Indalo) - Nicolás Brussino (Regatas Corrientes) - Mejor Entrenador - Silvio Santander (Quimsa) - Mejor Extranjero - Sam Clancy, Jr. (Gimnasia Indalo) - Mejor Nacional - Nicolás Aguirre (Quimsa) |

- Mejor quinteto de la LNB
  - B  Nicolás Aguirre (Quimsa)
  - E  Walter Baxley (Quilmes)
  - A  Federico Aguerre (Gimnasia Indalo)
  - AP  Jeremiah Wood (San Martín de Corrientes)
  - P  Sam Clancy, Jr. (Gimnasia Indalo)